# Döbeln

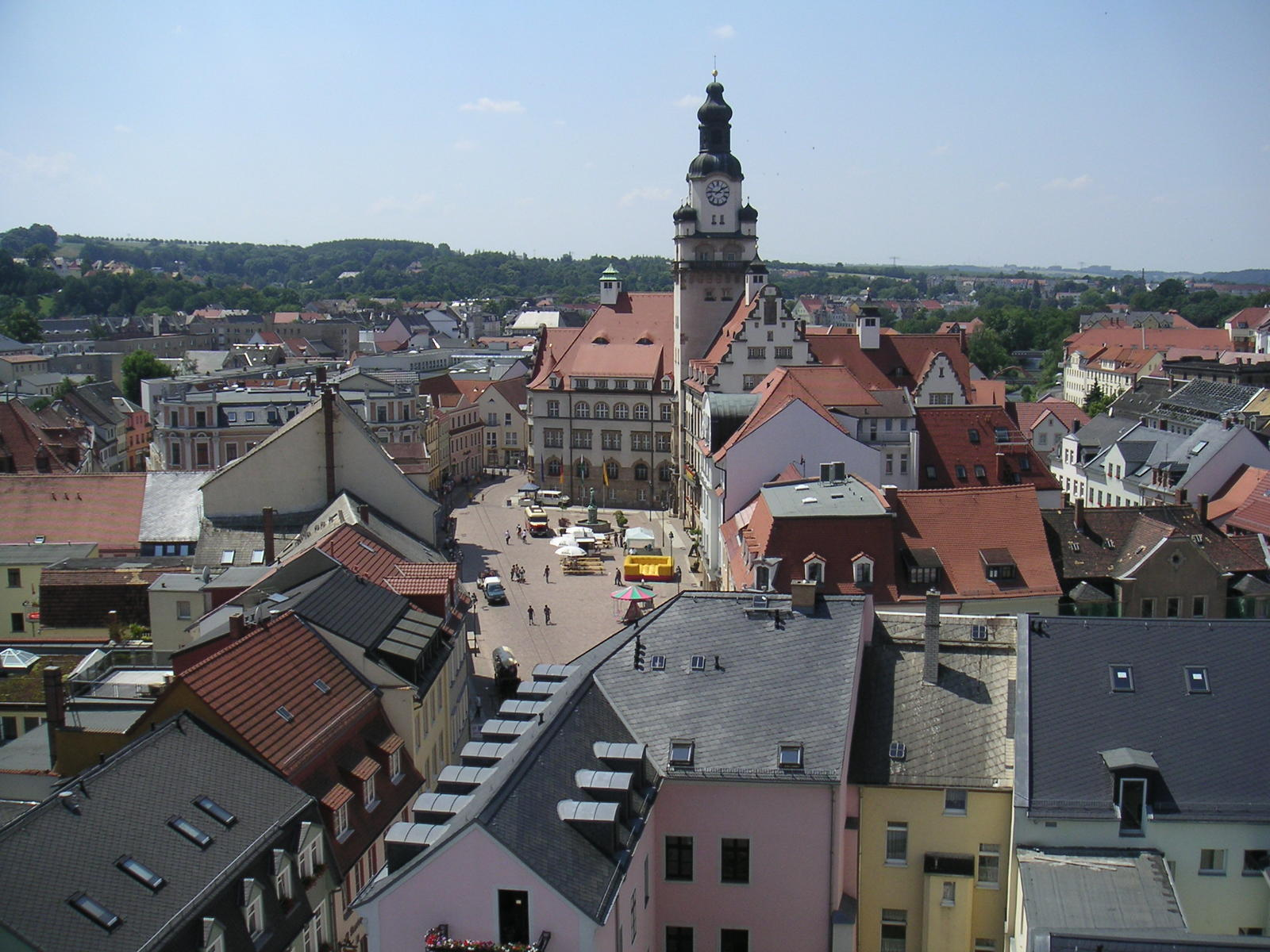
Blick über die Döbelner Altstadt zum Obermarkt und Rathaus

Döbeln ist eine Große Kreisstadt im sächsischen Landkreis Mittelsachsen. Sie ist auch als Stiefelstadt bekannt. Döbeln ist mit rund 24.000 Einwohnern die zweitgrößte Stadt Mittelsachsens.

## Geographie

### Geographische Lage
Döbeln liegt im Mittelsächsischen Hügelland in einem weiten Talkessel der Freiberger Mulde, ungefähr in der Mitte des Dreiecks zwischen den sächsischen Metropolen Chemnitz, Dresden und Leipzig. Die Umgebung ist geprägt durch das Muldental, das untere Zschopautal und die umliegende hügelige Landschaft. Die Zschopau mündet in der Nähe des Ortsteils Schweta in die Mulde.
Die Landeshauptstadt Dresden ist etwa 50 km entfernt, Chemnitz etwa 40 km, Leipzig 70 km und Berlin etwa 200 Kilometer. Döbeln hat zwei Autobahnabfahrten an der Autobahn A 14, Döbeln Nord und Döbeln Ost.

### Nachbargemeinden
Angrenzende Gemeinden sind Großweitzschen (Landkreis Mittelsachsen), Jahnatal (Landkreis Mittelsachsen), Lommatzsch (Landkreis Meißen), Nossen (Landkreis Meißen), die Städte Hartha, Roßwein und Waldheim (alle Landkreis Mittelsachsen).

### Stadtgliederung
Döbeln besitzt eine traditionelle Innenstadt, deren zentraler Teil auf der Muldeninsel liegt und von zwei Flussarmen der Freiberger Mulde umschlossen ist.
- Stadtteile: Döbeln-Ost, Döbeln-Nord, Gärtitz, Großbauchlitz, Keuern, Kleinbauchlitz, Masten, Pommlitz, Sörmitz, Zschackwitz

- Ortsteile:
  - Döbeln mit Bormitz, Hermsdorf, Oberranschütz und Zschäschütz
  - Ortschaft Ebersbach mit Mannsdorf, Neudorf und Neugreußnig
  - Ortschaft Technitz mit Miera und Möckwitz
  - Ortschaft Ziegra mit Forchheim, Kleinlimmritz, Limmritz, Pischwitz, Schweta, Stockhausen, Töpeln und Wöllsdorf
  - Ortschaft Mochau mit Beicha, Choren, Dreißig, Geleitshäuser, Gertitzsch, Gödelitz, Großsteinbach (mit Obersteinbach), Juchhöh, Kleinmockritz, Leschen, Lüttewitz, Maltitz, Markritz, Meila, Nelkanitz, Petersberg, Präbschütz, Prüfern, Schallhausen, Simselwitz, Schweimnitz und Theeschütz

## Geschichte

### 8. bis 21. Jahrhundert
Die Region um Döbeln ist seit dem 8. Jahrhundert slawisch, durch Sorben, besiedelt. Der Name kommt vom altsorbischen Wort Doblin, das sich vom Namen einer Person, Dobl, herleitet.
Die Anfänge einer deutschen Herrschaft im 10. Jahrhundert und einer sich später anschließenden Besiedlung werden mit den Liudolfingern (auch Ottonen genannt) in Zusammenhang gebracht, insbesondere mit Heinrich I.
Nach 929 wurde eine ehemalige slawische Wallanlage auf dem Burgberg in eine deutsche Befestigung Burg Döbeln umgebaut, als Mittelpunkt eines Burgwards, der zur Mark Meißen gehörte. Am Fuße des Burgberges gab es eine Siedlung, aus der später die Stadt Döbeln entstand (1350 civitas). Einer Urkunde Kaiser Ottos II. aus dem Jahr 981 ist zu entnehmen, dass er die Burg Doblin und das umliegende Land dem Kloster Memleben schenkte; es geht hier um die große Region zwischen der Zschopau und der Großen Striegis. Das ist die erste urkundliche Erwähnung von Döbeln (981).
Schon in slawischer Zeit existierte hier ein zentralörtliches Herrschaftszentrum im Gau Daleminze. Mit der deutschen Besiedlung wurden deutsche „Verwaltungsstrukturen“ (Lehnsherrschaft und das Christentum mit seinen Institutionen Pfarrsystem und Amtskirche) übernommen. Die deutsche Besiedlung des Ortes entwickelte sich vermutlich um 1200 zur kommunal verfassten Stadt (mit bestimmten eigenen Rechten).
So wird im Jahr 1350 ein selbständiger districtus Döbeln genannt, 1378 werden Burg und Stadt erwähnt. 1567 wird von einem wüsten Amtsschloßberg berichtet. Die Gründe sind nicht bekannt, im Jahr 1588 wurde das bis dahin existierende Amt Döbeln in das Amt Leisnig integriert. Das offensichtlich seit längerer Zeit verfallende Schloss wurde nicht mehr gebraucht und zur Gewinnung von Baumaterial genutzt. Ab 1730 wurde auch der Bergfried abgebrochen und zwischen 1867 und 1869 mussten die letzten Reste der Burg Döbeln der Schloßbergschule weichen.

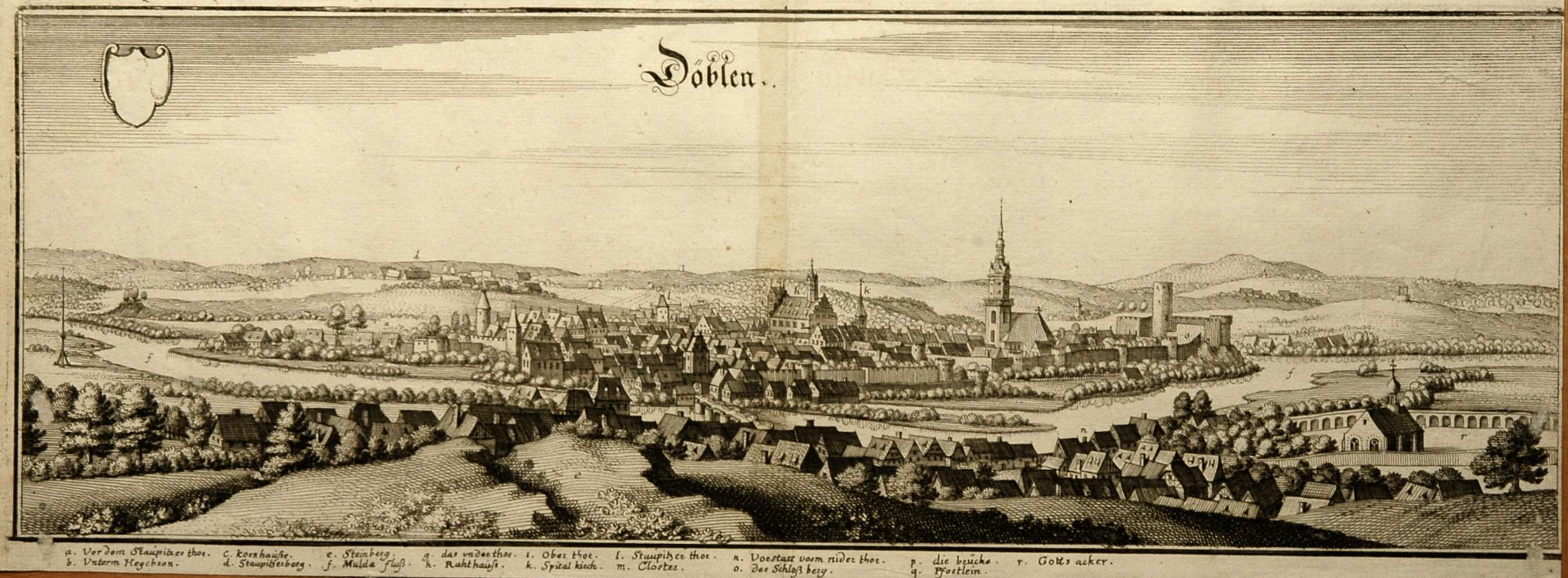
Döbeln um 1650

Zu Füßen des Berges steht noch immer die Nicolaikirche, deren Vorgängerbau wahrscheinlich um 1230 entstand. Nach einem Brand im Jahr 1333 wurde eine dreischiffige Basilika errichtet, die 1479 in eine dreischiffige Hallenkirche umgebaut wurde.

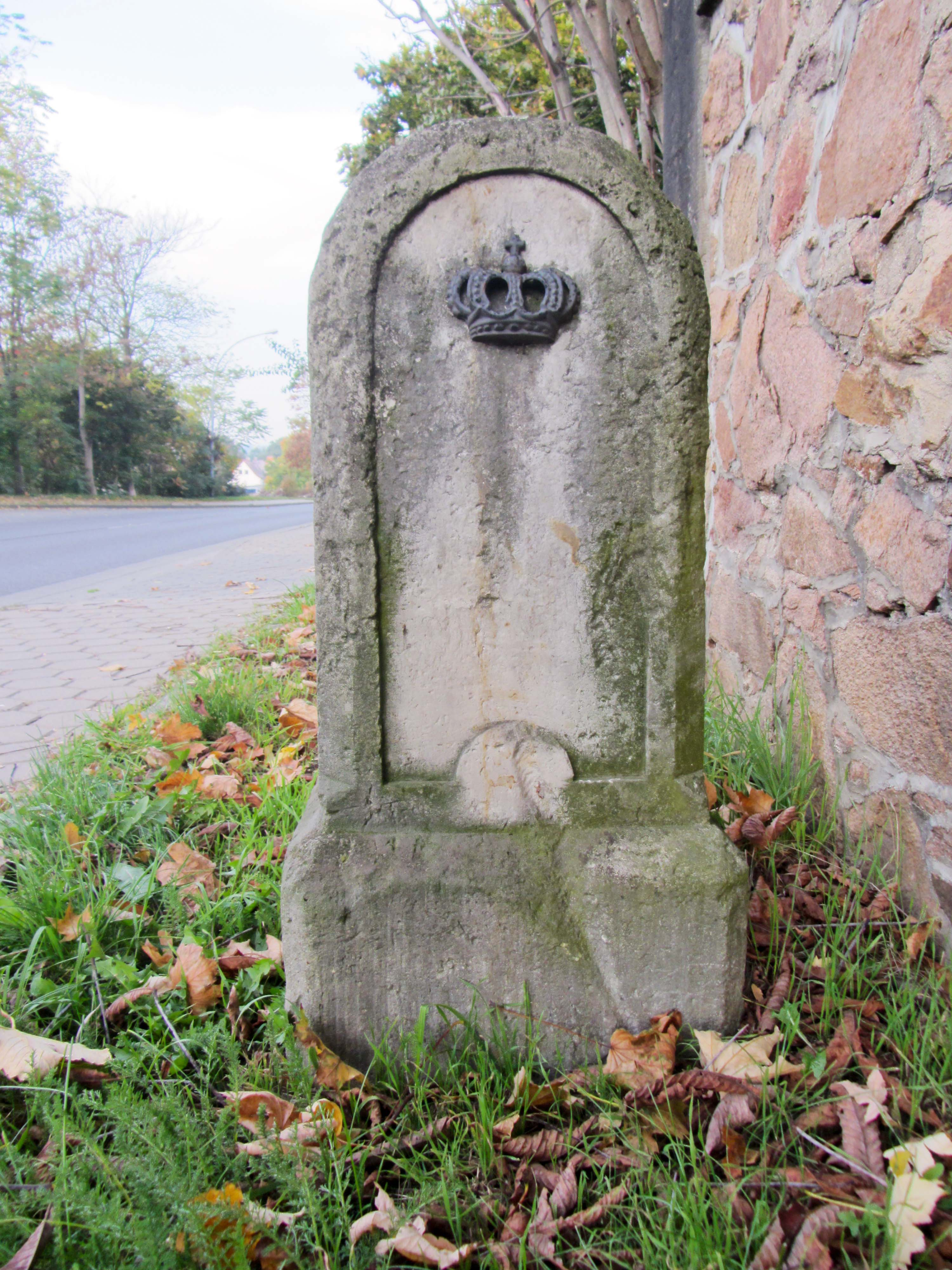
Meilenstein an der Dresdner Straße

Nach neuen Erkenntnissen wurde Döbeln im Jahr 1429 nicht von den Hussiten heimgesucht, 1450 jedoch durch die Böhmen des Georg von Podiebrad zerstört. Große Pestepidemien erlebte Döbeln in den Jahren 1439, 1463, 1474, 1507, 1515, 1584–1586, 1611–1626, 1637 und 1643. Immer wieder kam es zudem zu schweren Stadtbränden (1333, 1419, 1429, 1456, 1488, 1523, 1611 und 1730), so dass kaum Bauten aus alter Zeit erhalten blieben. Das Handwerk der Stadt entwickelte sich bis zum 17. Jahrhundert stetig: Tuchmacher, Leineweber und Hutmacher waren hier ansässig.
Im 3. Schlesischen Krieg (Siebenjähriger Krieg) kam es mit dem Gefecht bei Döbeln zur einzig bekannten militärischen Auseinandersetzung in der direkten Umgebung der Stadt Döbeln. Nachdem sich preußische und österreichische Truppen schon seit dem Herbst 1761 an der Freiberger Mulde zwischen Technitz und Niederstriegis eingegraben hatten, brachen am frühen Morgen des 12. Mai 1762 die Preußen unter Prinz Heinrich von Preußen auf der ganzen Linie durch die österreichischen Stellungen. Der Tag endete mit einem vollständigen Sieg Prinz Heinrichs, es wurde eine große Anzahl an österreichischen Gefangenen gemacht, darunter der Oberbefehlshaber General von Zedtwitz.

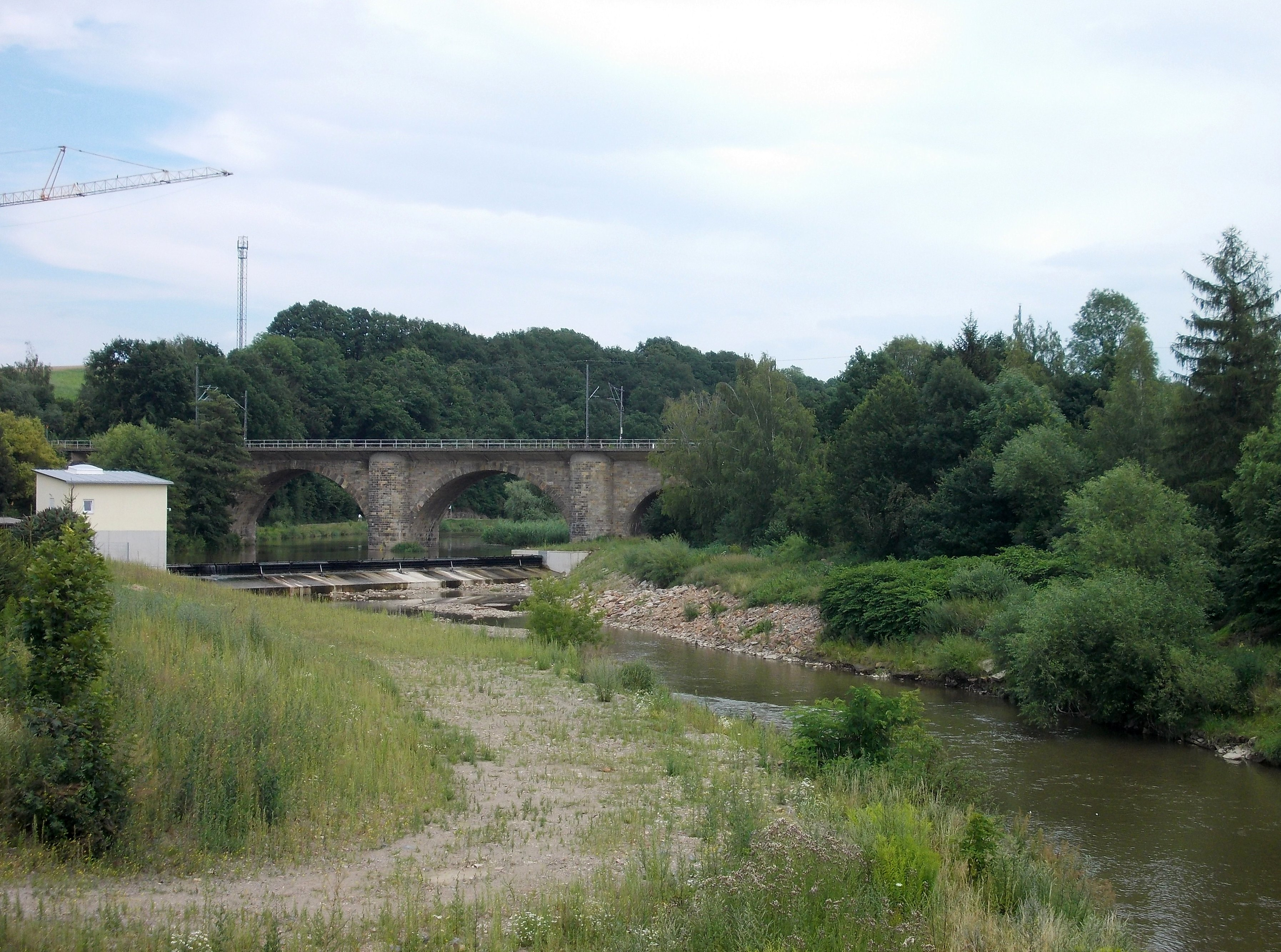
Viadukt der Chemnitz-Riesaer Eisenbahn bei Großbauchlitz

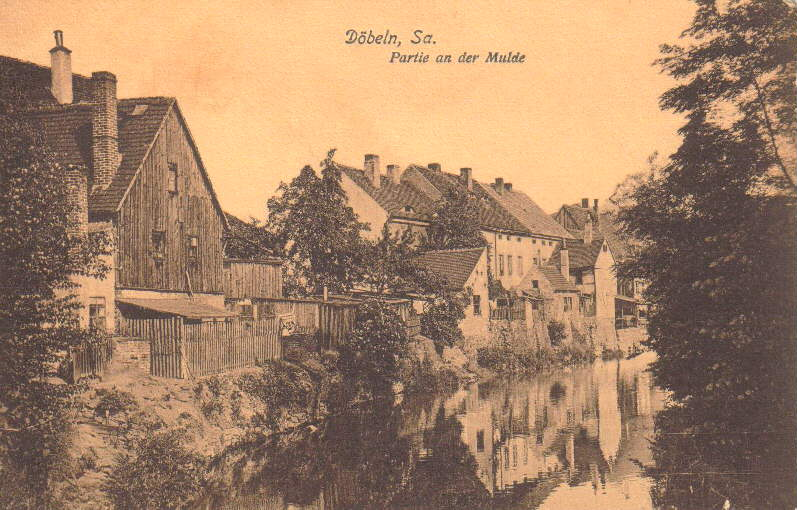
Freiberger Mulde in Döbeln (1908)

Im 19. Jahrhundert ging aus der alten Tuchmacherei die Tuchfabrikation hervor. Die letzte Tuchfabrik Döbelns beendete vor Weihnachten 1902 mit Produktionseinstellung ihre Existenz. 1846 entstand außerdem die Zigarrenfabrikation. 1847 erreichte die Chemnitz-Riesaer Eisenbahn von Riesa aus die Stadt, die Fortsetzung der Verbindung nach Chemnitz konnte jedoch erst 1852 eröffnet werden. Im Jahr 1868 folgte die Linie Dresden–Döbeln–Leipzig. Seitdem ist der Döbelner (Haupt-)Bahnhof ein Keilbahnhof. Des Weiteren brachte die Industrialisierung die Schmalspurbahn Oschatz–Mügeln–Döbeln (ab 1884), die Döbelner Straßenbahn (ab 1892, heute historischer Pferdebahn-Betrieb), die Mühlenbahn Großbauchlitz (1905) und die Schmalspurbahn Wilsdruff-Döbeln (um 1911) hervor.
Zum Ende des Zweiten Weltkrieges am 6. Mai 1945 wurde die fast unversehrte Stadt von der Roten Armee besetzt.
Beim Hochwasser im August 2002 wurde die historische Innenstadt, die auf einer Insel zwischen den beiden Flussarme der Freiberger Mulde liegt, völlig überflutet und viele Häuser zerstört. Die Muldeninsel und die anderen überfluteten Gebiete sind mittlerweile restauriert. Im Juni 2013 war die Stadt erneut von einem Hochwasser ähnlichen Ausmaßes betroffen.
Am 1. August 2008 verlor Döbeln im Zuge der Kreisgebietsreform seine Funktion als Kreisstadt und erhielt in diesem Zusammenhang den Status Große Kreisstadt. Der ehemalige Landkreis Döbeln gehörte zum Regierungsbezirk Leipzig, der aktuelle Landkreis Mittelsachsen jedoch bis zur Bildung der Landesdirektion Sachsen zum 1. März 2012 zu Chemnitz.
1. März 2017 kam die 85-jährige Ruth K. in einem Plattenbauviertel am Rande von Döbeln durch einen Brand ums Leben, den Rechtsextremisten gelegt hatten.
Um 2022 gründete sich in Döbeln eine als Bürgergenossenschaft Mittelsachsen auftretende Gemeinschaft zur Erprobung des gesellschaftlicher Organisation unter privatrechtlichen Strukturen. Das mit Titus Gebel verbundene Konzept der Privatstädte findet aufgrund seiner antistaatlichen und nicht auf Wahlen basierenden Struktur zum Teil scharfe Kritik.

### Urkundlich belegte Namensformen
| - 0981: castella Doblin - 1197: Isenhardus, Walterus de Dobelin - 1200: Laudo de Dobelin - 1204: Hageno de Dobelin - 1288: Dobelyn | - 1332: Do((e))belin - 1449: Dobelein - 1554: Dobeln - 1590: Döbeln |

Der Name Döbeln geht auf einen Personennamen dobl(a) oder dobel(a) zurück. Vergleichbare Wortstämme in slawischen Sprachen bedeuten stark, fähig, auch gut.

### Gedenkstätten
- Gedenkstein vor dem Krematorium des Friedhofs für 21 sowjetische und polnische Frauen und Männer, die während des Zweiten Weltkrieges nach Deutschland verschleppt und Opfer von Zwangsarbeit wurden
- mehrere Gedenkstätten auf dem Niederfriedhof, unter anderem für die Opfer des Ersten und Zweiten Weltkriegs sowie verstorbene Umsiedlerkinder
- Je ein Denkmal auf dem Wettinplatz für Rotarmisten von dem Bildhauer Otto Rost sowie für alle Opfer des Faschismus
- Je ein Ehrenmal vor dem Lessing-Gymnasium zum Gedenken an die Opfer des Ersten Weltkriegs sowie der Opfer von „Krieg, Unrecht und Willkür“

### Eingemeindungen
Die Dörfer Keuern, Kleinbauchlitz und Sörmitz wurden 1922 nach Döbeln eingemeindet, Großbauchlitz und Zschackwitz folgten 1932. Im Jahr 1950 wurden Gärtitz (mit Pommlitz), Masten und Zschäschütz (mit Bormitz) eingegliedert, 1967 Nöthschütz und 1974 Oberranschütz. Technitz kam 1994 hinzu. Im Jahr 2011 folgte Ebersbach, 2013 Teile der Gemeinde Ziegra-Knobelsdorf. Zum 1. Januar 2016 wurde die Nachbargemeinde Mochau nach Döbeln eingemeindet.

### Einwohnerentwicklung
Entwicklung der Einwohnerzahl (ab 1960 31. Dezember):
| Vor 1900 - 1694: 01.300 - 1834: 05.677 - 1859: 10.078 - 1875: 10.969 - 1880: 11.802 - 1890: 13.892 | 1900 bis 1979 - 1910: 19.627 - 1925: 22.508 - 1933: 24.714 - 1939: 25.339 - 1946: 28.841 - 1950: 31.037 - 1955: 30.271 - 1960: 28.904 - 1964: 28.641 | Seit 1980 - 1981: 26.812 - 1986: 27.706 - 1990: 27.112 - 1995: 25.046 | Seit 2000 - 2000: 23.128 - 2005: 21.236 - 2010: 20.242 - 2015: 24.034 - 2016: 23.823 - 2017: 23.728 - 2018: 23.829 |

## Politik

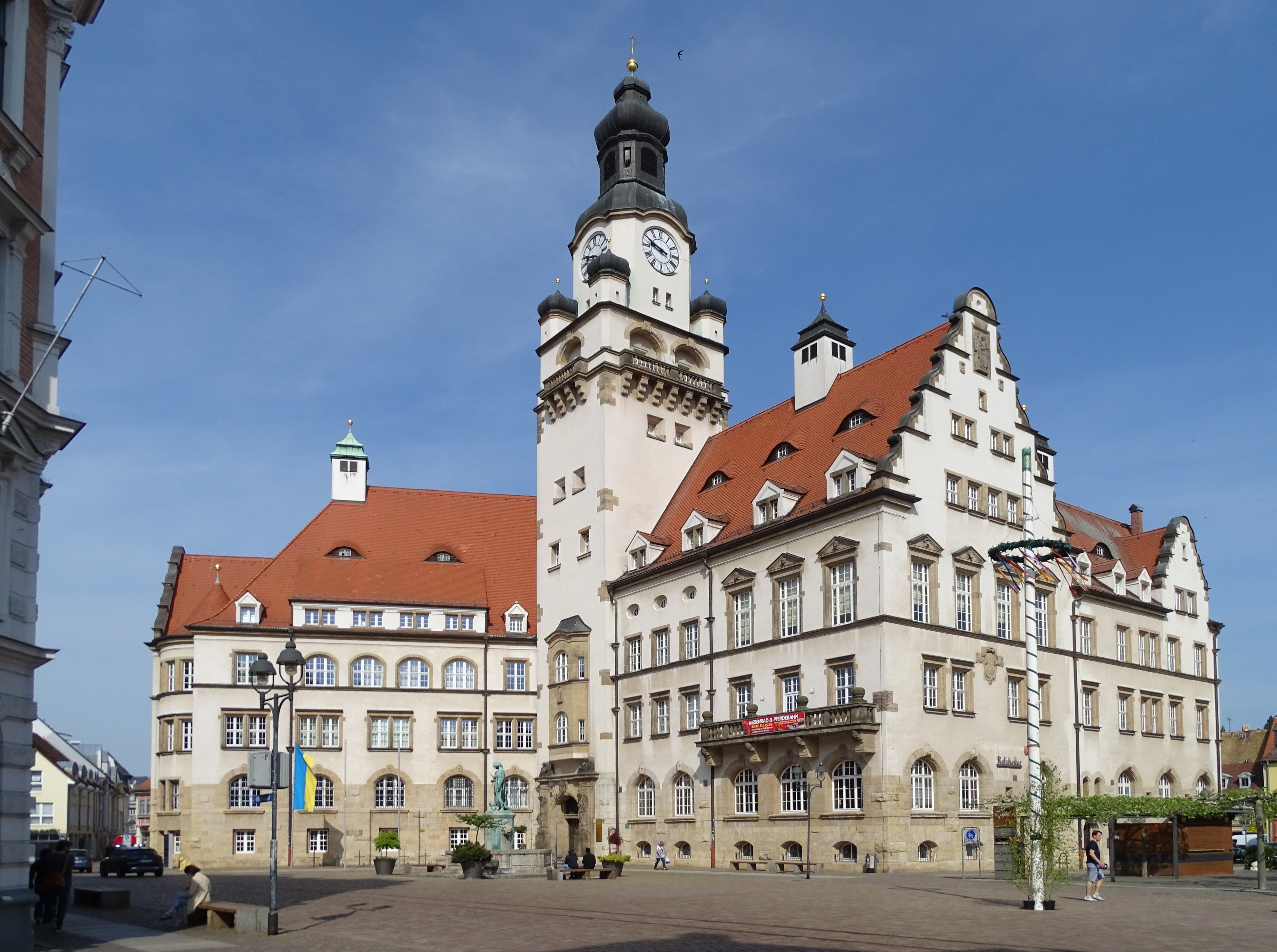
Rathaus Döbeln

- Linke: 1
- SPD: 2
- Grüne: 1
- DLgZ: 1
- FWvDL: 2
- WfDL: 3
- FDP: 2
- CDU: 6
- AfD: 7
- FS: 1

### Stadtrat
Seit der Stadtratswahl am 9. Juni 2024 verteilen sich die 26 Sitze des Stadtrats wie nebenstehend auf die einzelnen Gruppierungen. Ergebnisse früherer Wahlen sind tabellarisch aufgelistet.
| Liste                      | 2024   | 2024   | 2019   | 2019   | 2014   | 2014   |
| Liste                      | Sitze  | in %   | Sitze  | in %   | Sitze  | in %   |
| -------------------------- | ------ | ------ | ------ | ------ | ------ | ------ |
| AfD                        | 7      | 26,8   | 5      | 20,1   | –      | –      |
| CDU                        | 6      | 23,7   | 9      | 31,0   | 10     | 36,0   |
| Wir für Döbeln             | 3      | 10,6   | 3      | 11,3   | 3      | 10,1   |
| Freie Wähler von Döbeln    | 2      | 8,8    | 1      | 4,5    | 1      | 6,2    |
| SPD                        | 2      | 7,5    | 3      | 11,6   | 5      | 17,7   |
| FDP                        | 2      | 6,8    | 2      | 7,6    | 2      | 7,5    |
| Döbelns gemeinsame Zukunft | 1      | 5,8    | –      | –      | –      | –      |
| Linke                      | 1      | 5,2    | 2      | 8,1    | 4      | 14,2   |
| Freie Sachsen              | 1      | 2,8    | –      | –      | –      | –      |
| Grüne                      | 1      | 2,0    | 1      | 3,6    | –      | 1,6    |
| NPD                        | –      | –      | –      | 2,0    | 1      | 4,8    |
| FWgEb                      | –      | –      | –      | –      | –      | 1,9    |
| Wahlbeteiligung            | 62,5 % | 62,5 % | 59,1 % | 59,1 % | 46,5 % | 46,5 % |

### Oberbürgermeister
Oberbürgermeister ist Sven Liebhauser (CDU). Er wurde am 26. Mai 2019 mit 65,7 % der gültigen Stimmen für eine erste Amtszeit von sieben Jahren gewählt. Er ist zusätzlich Vorsitzender des Stadtrates und dessen Vorsitzender sowie Leiter der Stadtverwaltung.
| Wahl | Gewählter Bürgermeister | Wahlvorschlag | Stimmenanteil |
| ---- | ----------------------- | ------------- | ------------- |
| 2019 | Sven Liebhauser         | CDU           | 65,7 %        |
| 2015 | Hans-Joachim Egerer     | CDU           | 53,2 %        |
| 2008 | Hans-Joachim Egerer     | CDU           | 44,5 %        |
| 2001 | Axel Buschmann          | SPD           | 57,9 %        |
| 1994 | Matthias Girbig         | CDU           | 64,9 %        |

### Wappen
Blasonierung: In Gold eine silberngefugte schwarze Zinnenmauer mit drei geschlossenen goldenen Toren; auf der Mauer drei verschiedengestaltige schwarze Türme mit je zwei übereinander stehenden goldenen Fensteröffnungen, roten Dächern und goldenen Knäufen; zwischen den Türmen je eine rechtswehende rote Fahne.
Symbolik: Die Mauer stellt die ehemalige mittelalterliche Stadtbefestigung dar. Die Stadttore symbolisieren das Ober-, Nieder- und Staupitztor. Der mittlere höhere Turm soll wohl auf die Burg hinweisen. Das Wappen ist seit 1992 in dieser Form gültig. Das vorhergehende ähnliche Wappen, gültig von 1894 bis 1992, hatte lediglich blaue Türme.

### Städtepartnerschaften
Döbeln unterhält folgende Städtepartnerschaften:
- Givors in Frankreich seit 1960
- Vyškov in Tschechien seit 1980
- Unna in Deutschland seit 1989
- Heidenheim an der Brenz in Deutschland seit 1991

## Kultur und Sehenswürdigkeiten

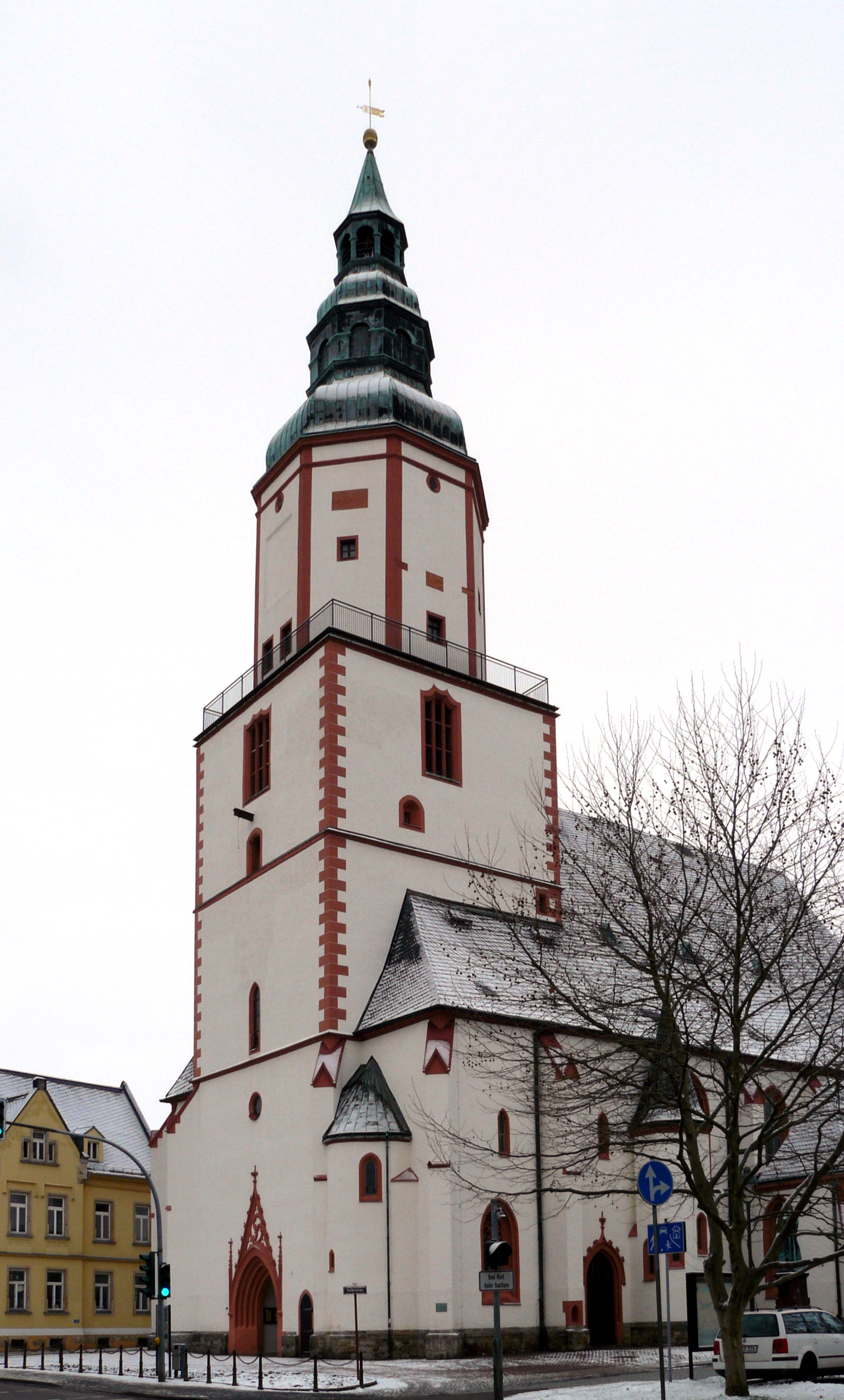
Nicolaikirche

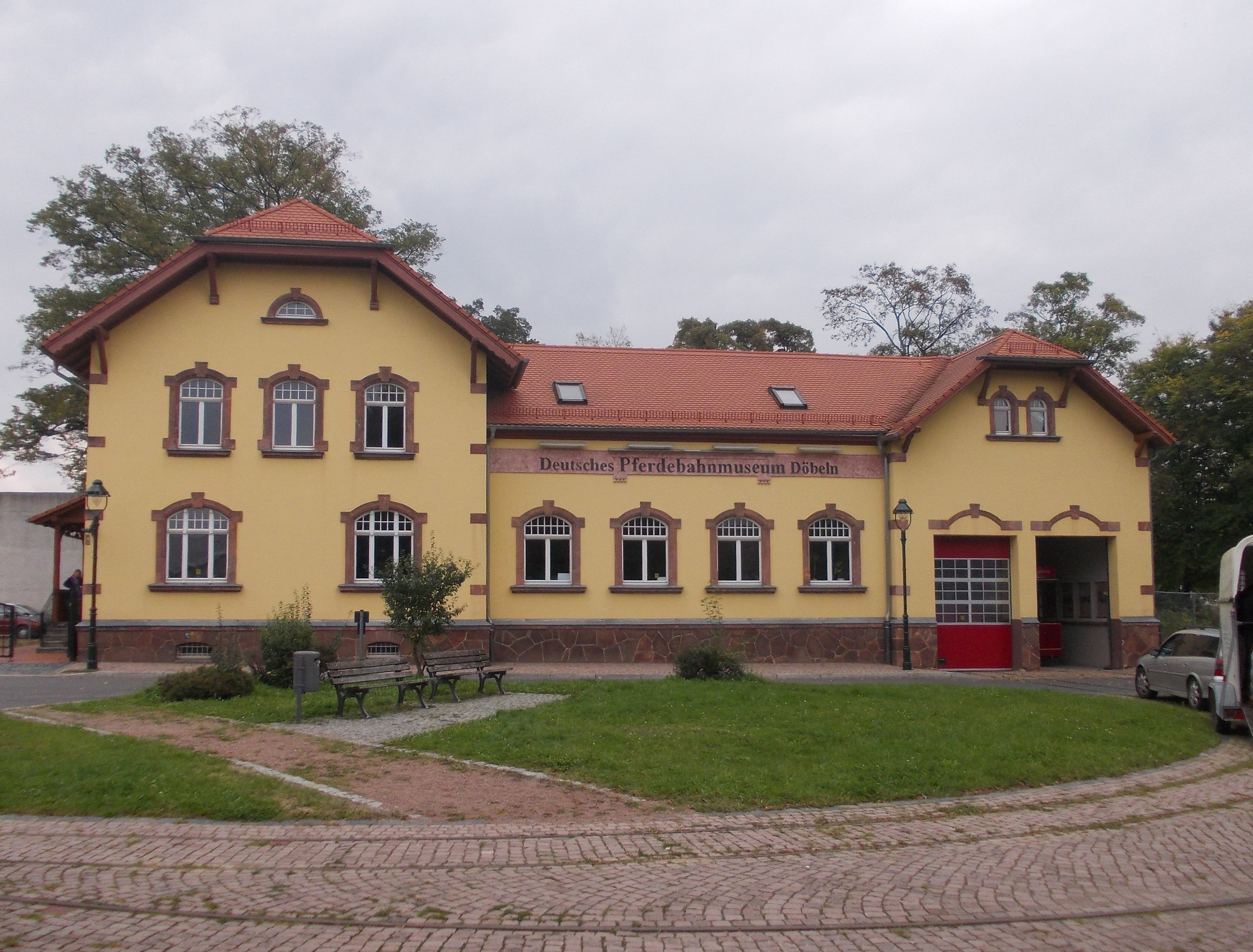
Pferdebahnmuseum

### Theater
In Döbeln befindet sich eine Spielstätte des Mittelsächsischen Theaters, in der bis 2008 auch ein Jugendtheater („Jugendtheater Döbeln e. V.“) beheimatet war.

### Museen
Das Stadtmuseum wurde 1997 im Turm des Rathauses am Obermarkt untergebracht. Das Deutsche Pferdebahnmuseum wurde 2009 eröffnet.

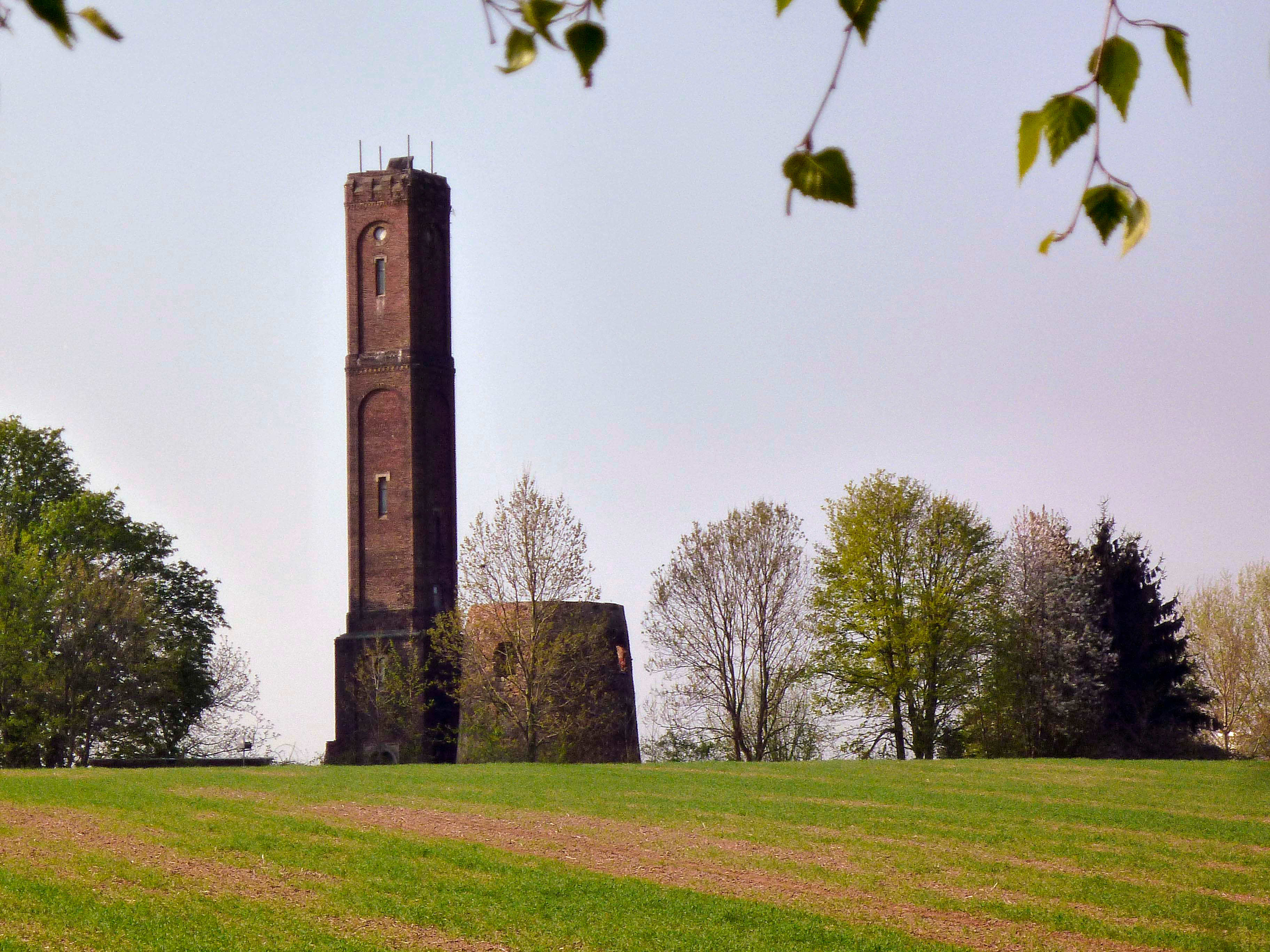
Holländerturm

### Bauwerke
Döbeln zeichnet sich durch viele restaurierte Bürgerhäuser im Stadtzentrum aus. Das Rathaus am Obermarkt wurde 1910 bis 1912 erbaut. Sehenswert sind auch der Schloßberg auf der Muldeninsel und die mit Hochaltar und Mirakelmann ausgestattete spätgotische Stadtkirche St. Nicolai, deren historischer Ursprung bis in das Jahr 1230 reicht. Zu weiteren interessanten Bauten gehört der sogenannte Rotunda-Bau oder Kuppelbau am Ende der Burgstraße, der 1937/1938 für die Metall- und Lackwarenfabrik Johannes Großfuß nach einem Entwurf des Architekten Wilhelm Kreis errichtet wurde und auf Grund seiner klaren Architektur bemerkenswert ist. Auf dem Staupitzberg, einer 239,5 m hohen Erhebung am Stadtrand von Döbeln, befindet sich der unter Denkmalschutz stehende sogenannte Holländerturm, der im Jahre 1900 als Aussichtsturm errichtet wurde. Seinen Namen verdankt der 30 Meter hohe Turm einer früher neben seinem Standort stehenden Holländerwindmühle, von der heute nur noch der Turmstumpf vorhanden ist. Neben dem Eingang zum früheren Oberfriedhof steht an der Dresdner Straße (B 175) ein königlich sächsischer Postmeilenstein aus der Zeit von 1859 bis 1865.
Weiterhin gibt es seit 2001 in der Stadt den von Vinzenz Wanitschke geschaffenen Stiefelbrunnen. „Stiefelstadt“ wird Döbeln wegen des bis 1996 größten historischen Riesenstiefels der Welt genannt, der mit einer Höhe von rund 4,60 Metern im Jahr 1925 von Döbelner Schuhmachern zum 600-jährigen Jubiläum ihrer Innung angefertigt wurde. 1937 wurde er Eigentum der Stadt Döbeln und stand im Rathaus bzw. im Stadtmuseum Wappenhenschstift. Häufig war er Hauptattraktion bei Feierlichkeiten in vielen Städten, so auch zum Leisniger Heimatfest 1957. Nach seiner „letzten Reise“ zur 850-Jahr-Feier der Stadt Zwickau 1968 blieb der Stiefel anschließend als Leihgabe im Kreismuseum Burg Mildenstein. Nach insgesamt 53 Jahren Aufenthalt auf Burg Mildenstein in Leisnig wurde er am 29. März 2010 auf dem Flur der 2. Etage des Döbelner Rathauses aufgestellt. Nach der Restaurierung des Riesenstiefels ist er seit 2012 im großen Sitzungssaal des Rathauses zu finden.

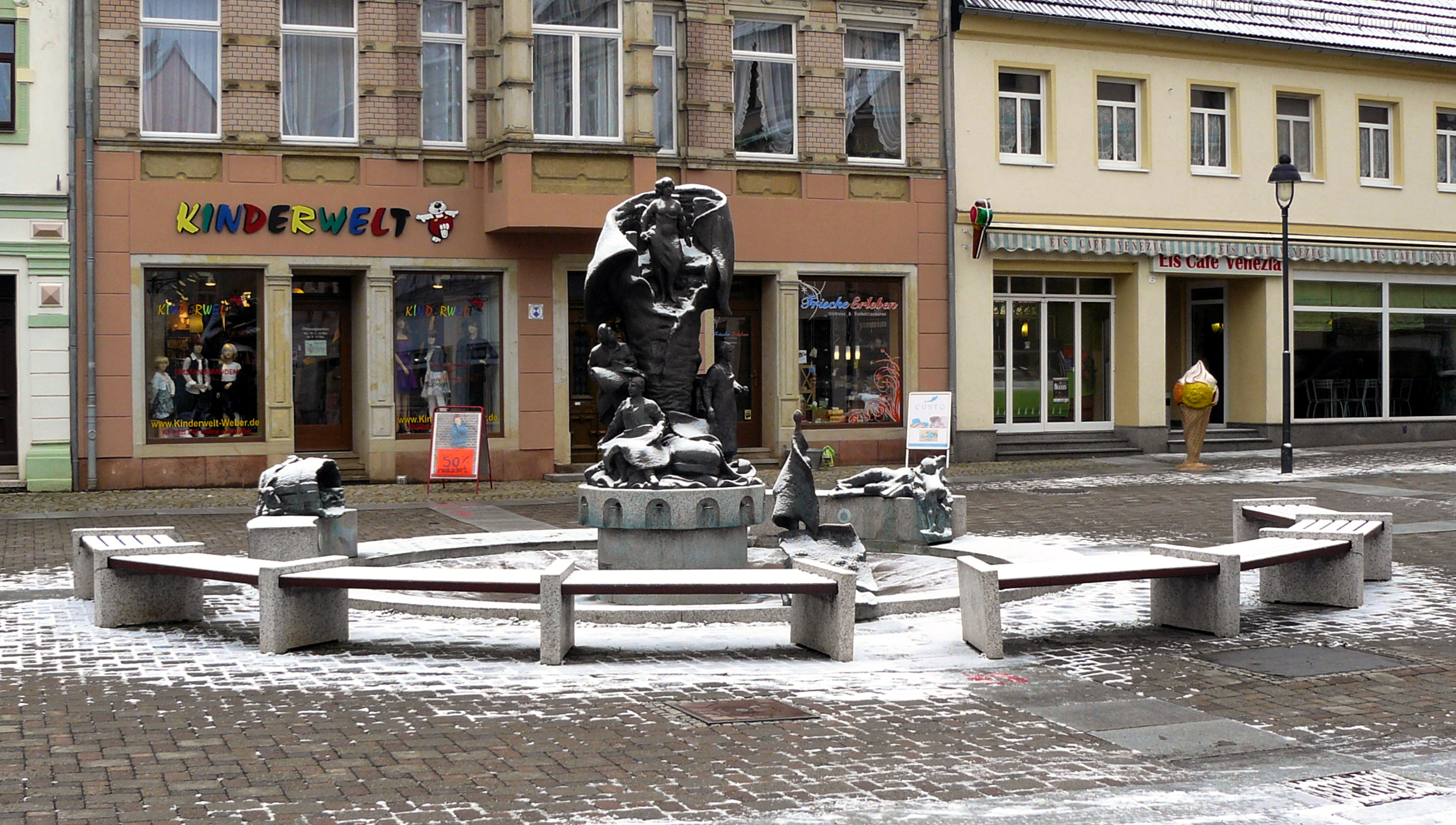
Stiefelbrunnen
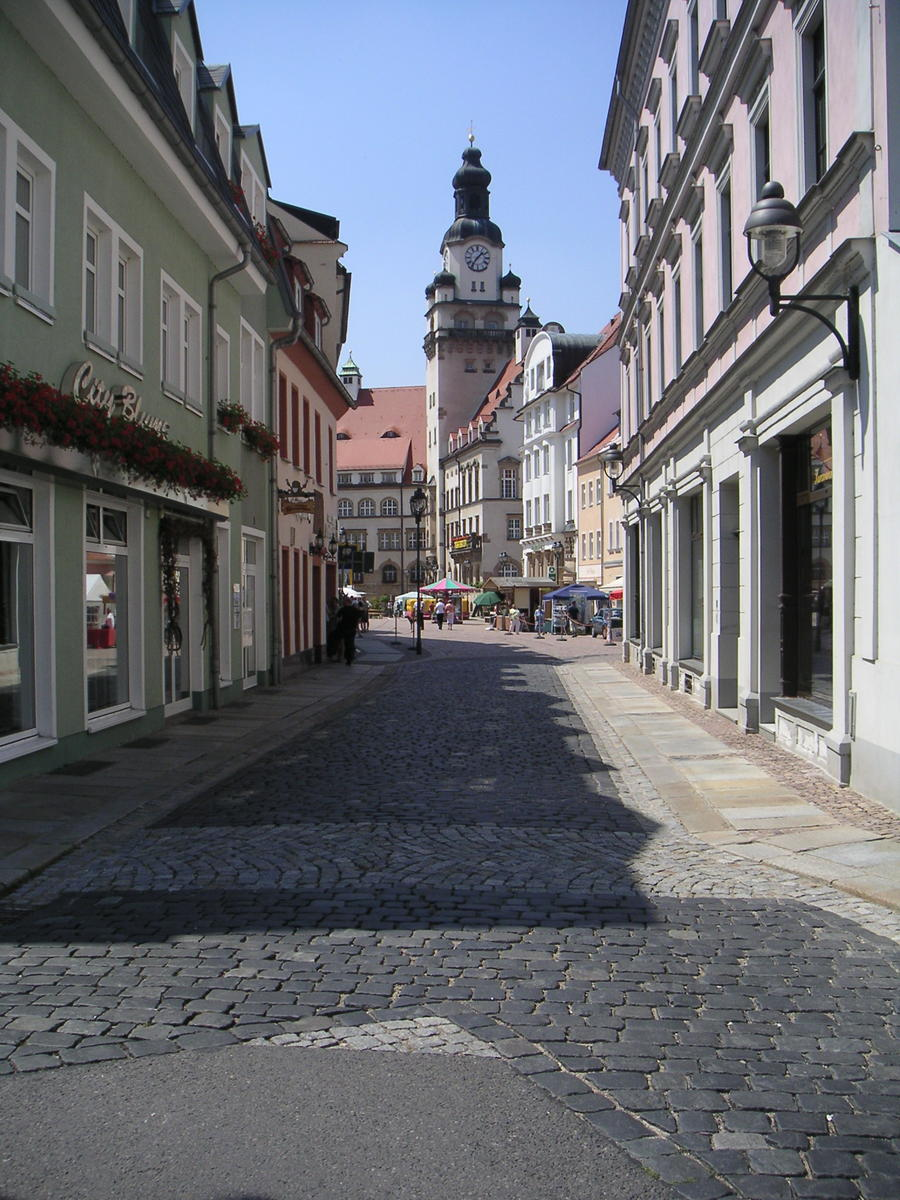
Blick zum Rathaus
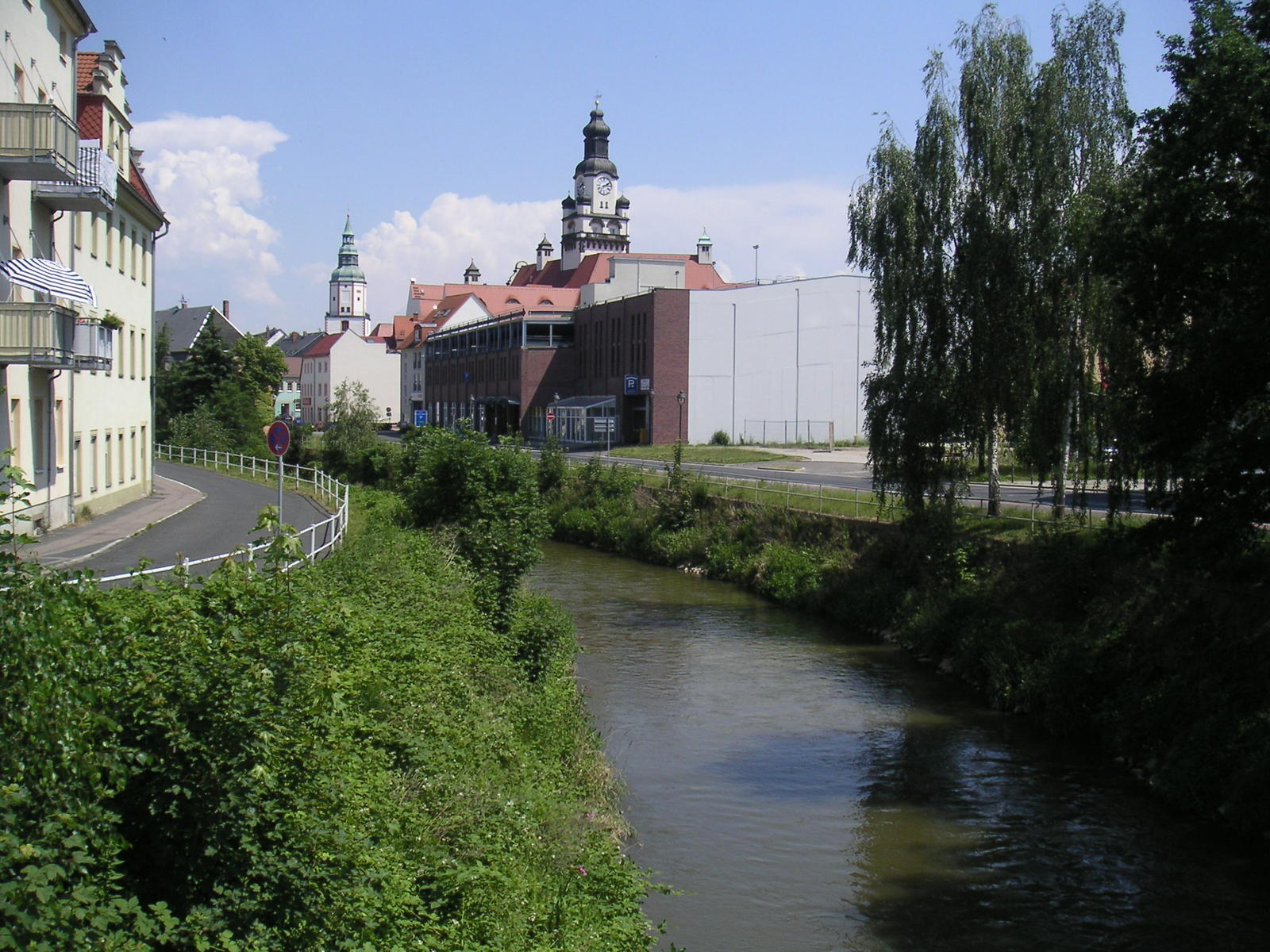
Blick in Richtung Innenstadt
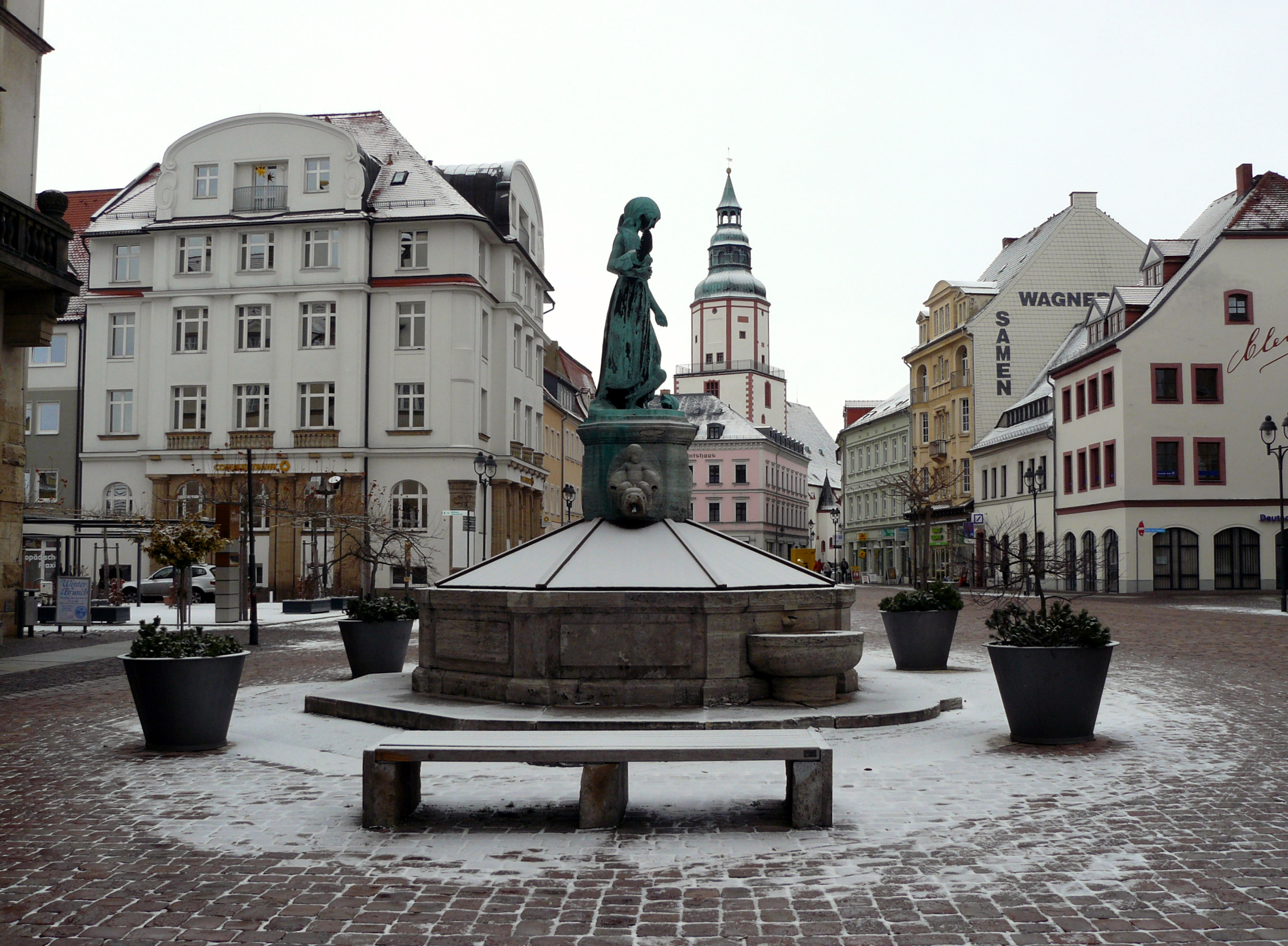
Schlegelbrunnen und Nikolaikirche
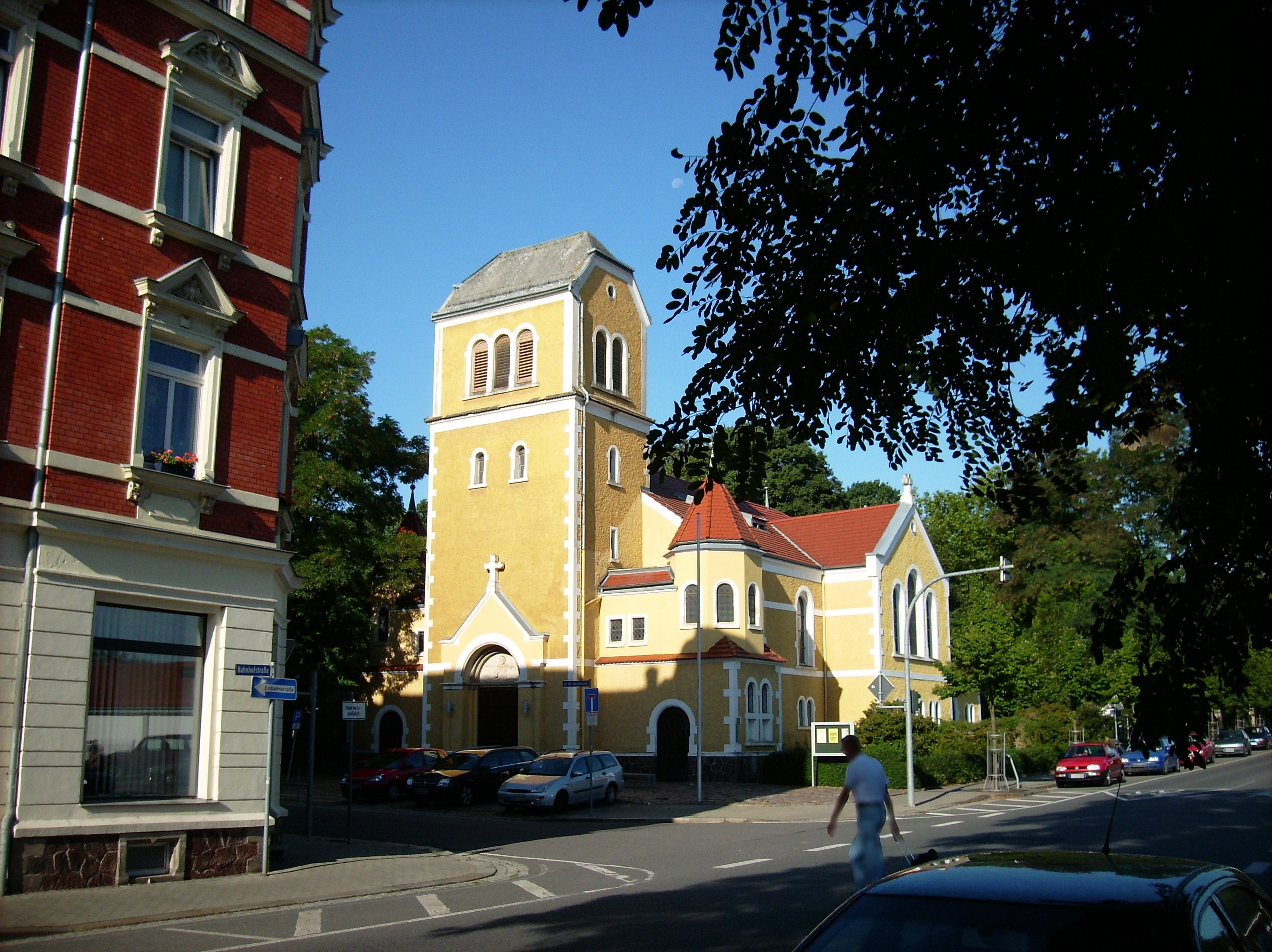
Jacobikirche
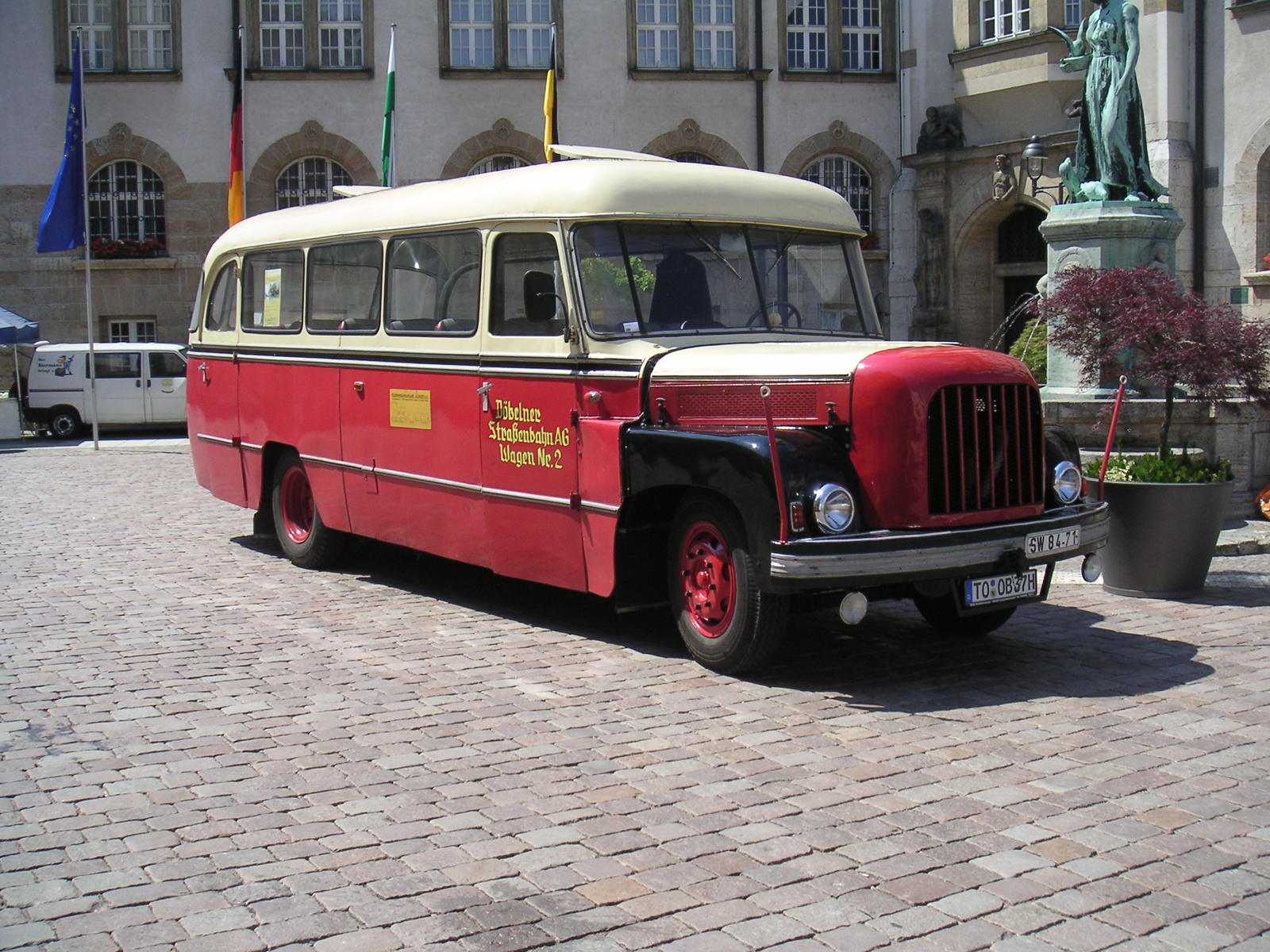
Historischer Omnibus
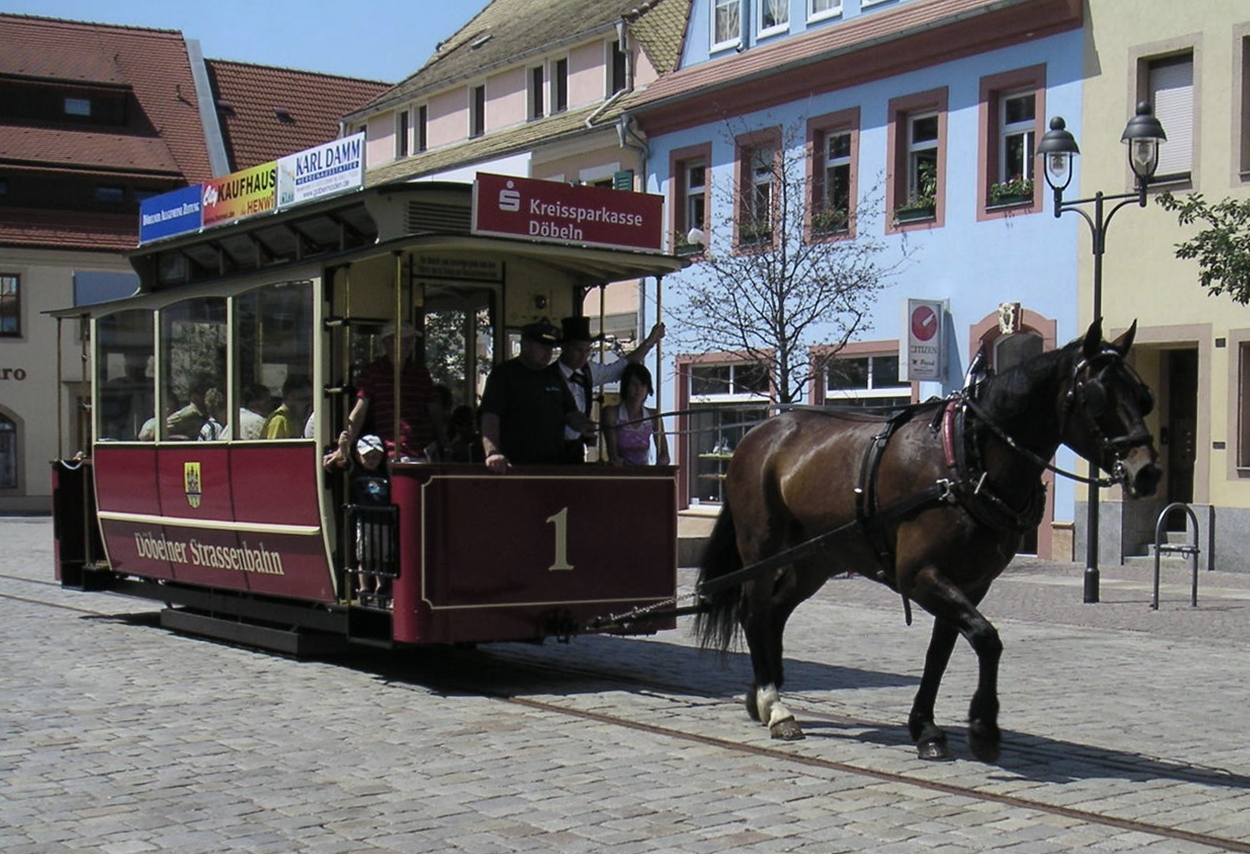
Pferdestraßenbahn
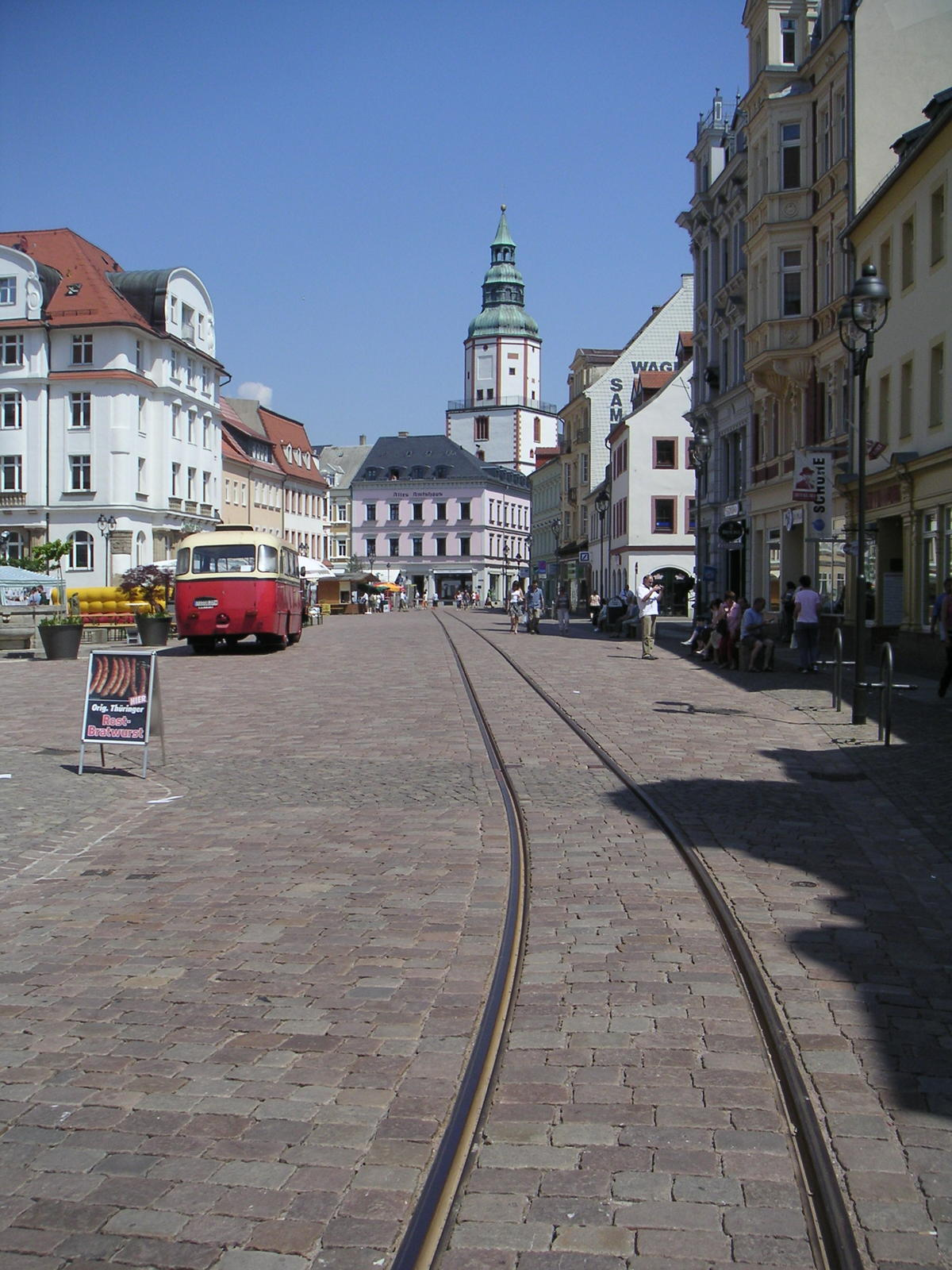
Blick vom Obermarkt zur Nikolaikirche
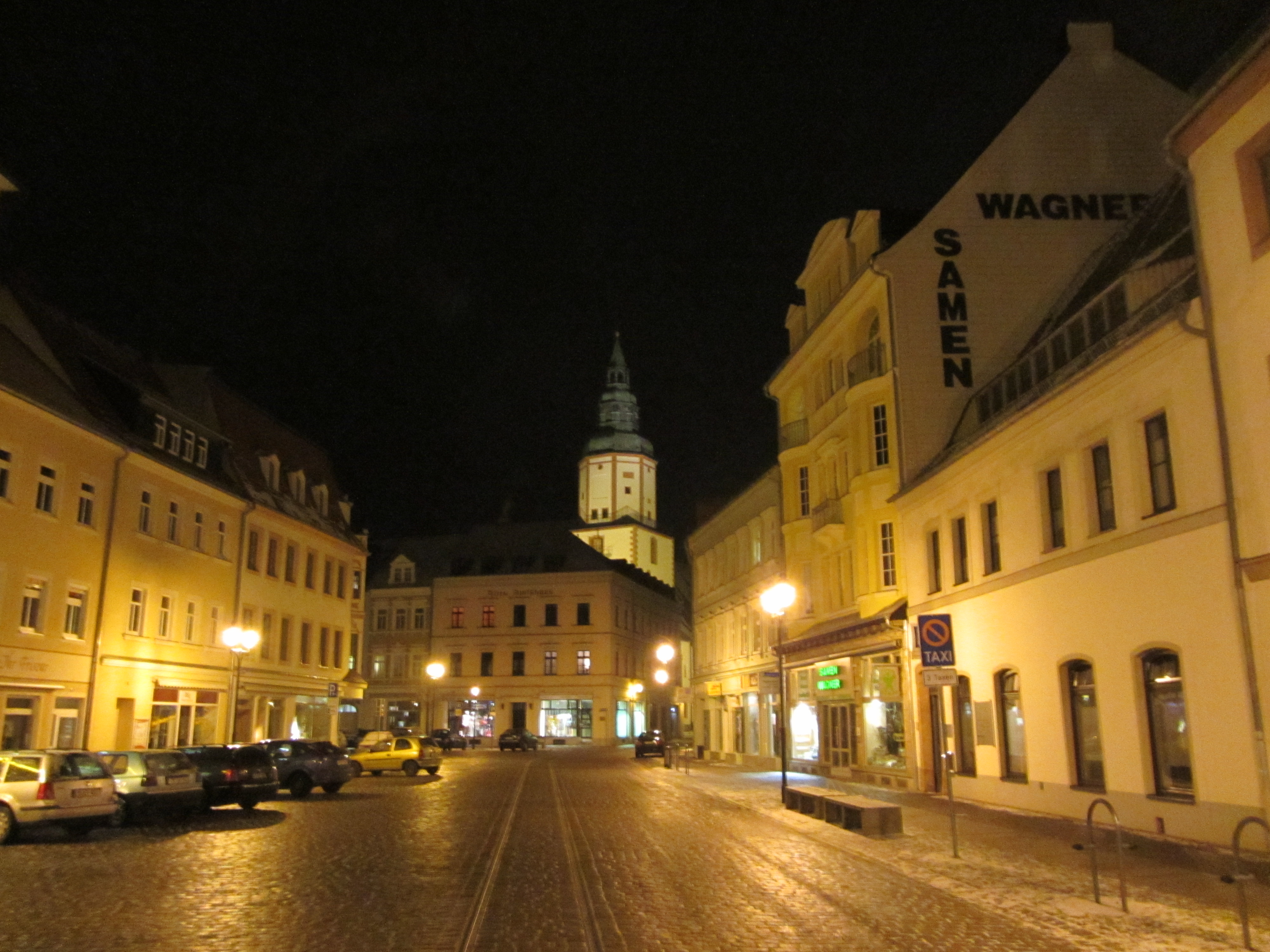
Obermarkt
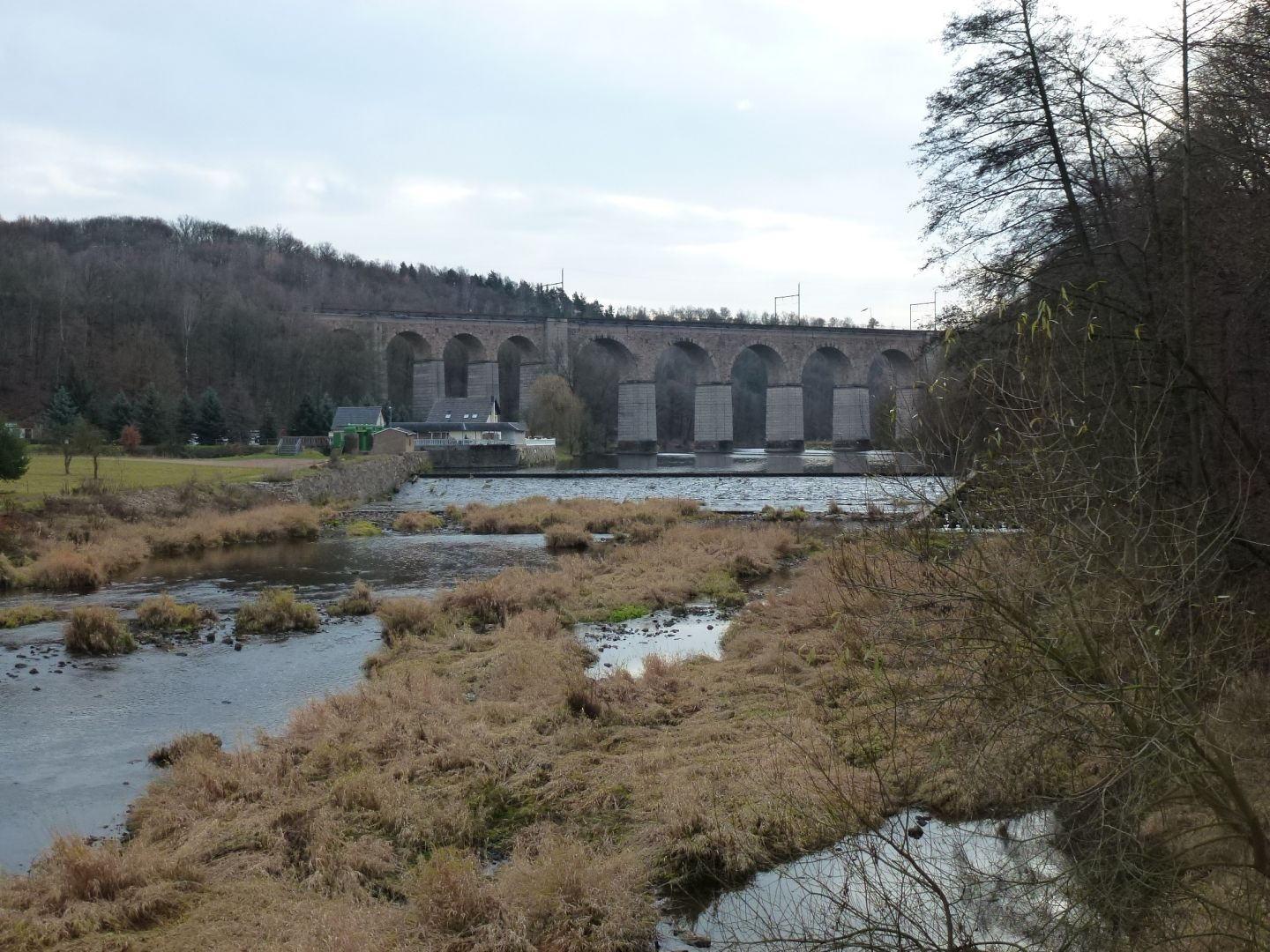
Viadukt Limmritz, Teil der Bankrottmeile
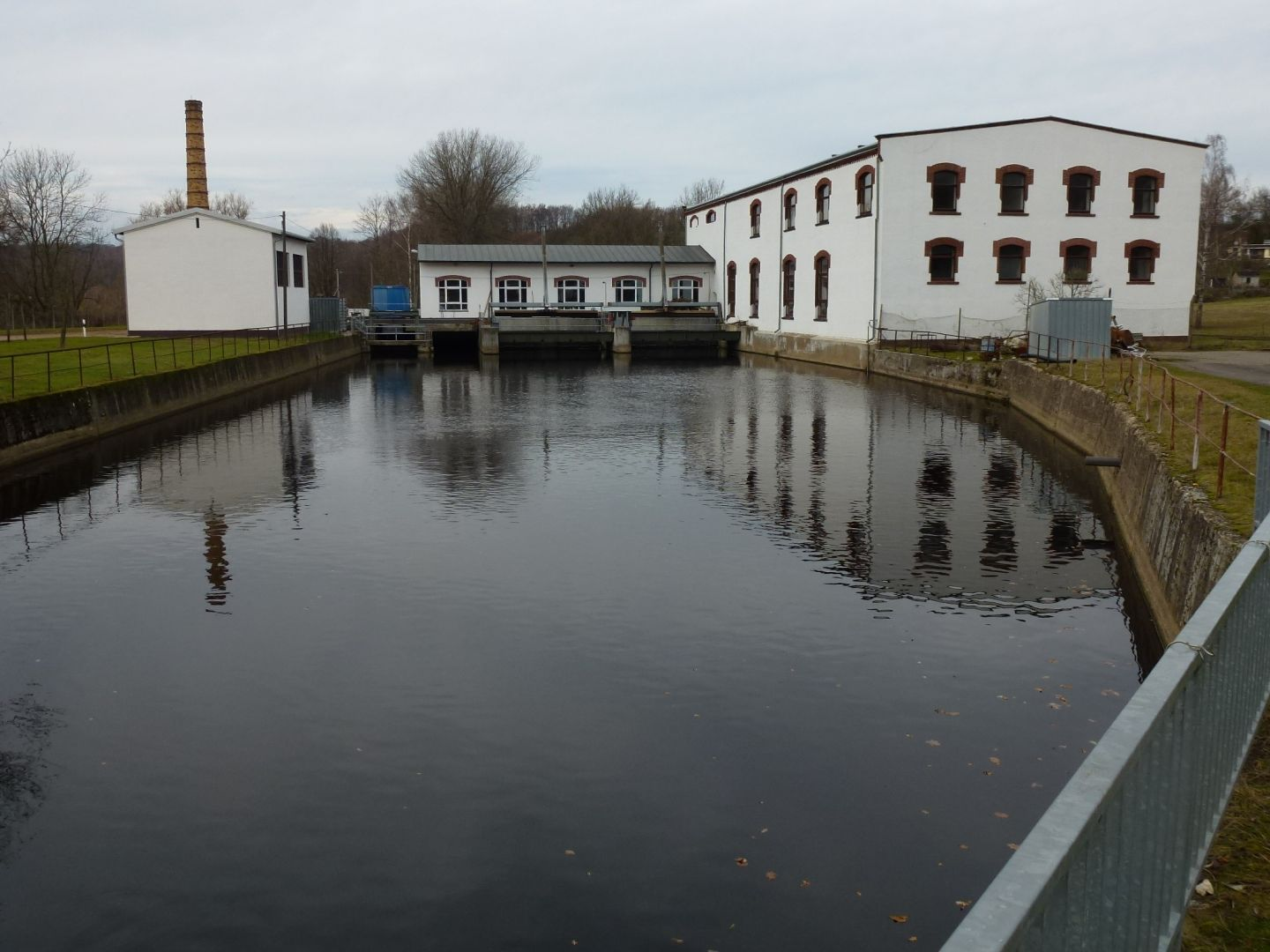
Kraftwerk an der Zschopau in Limmritz
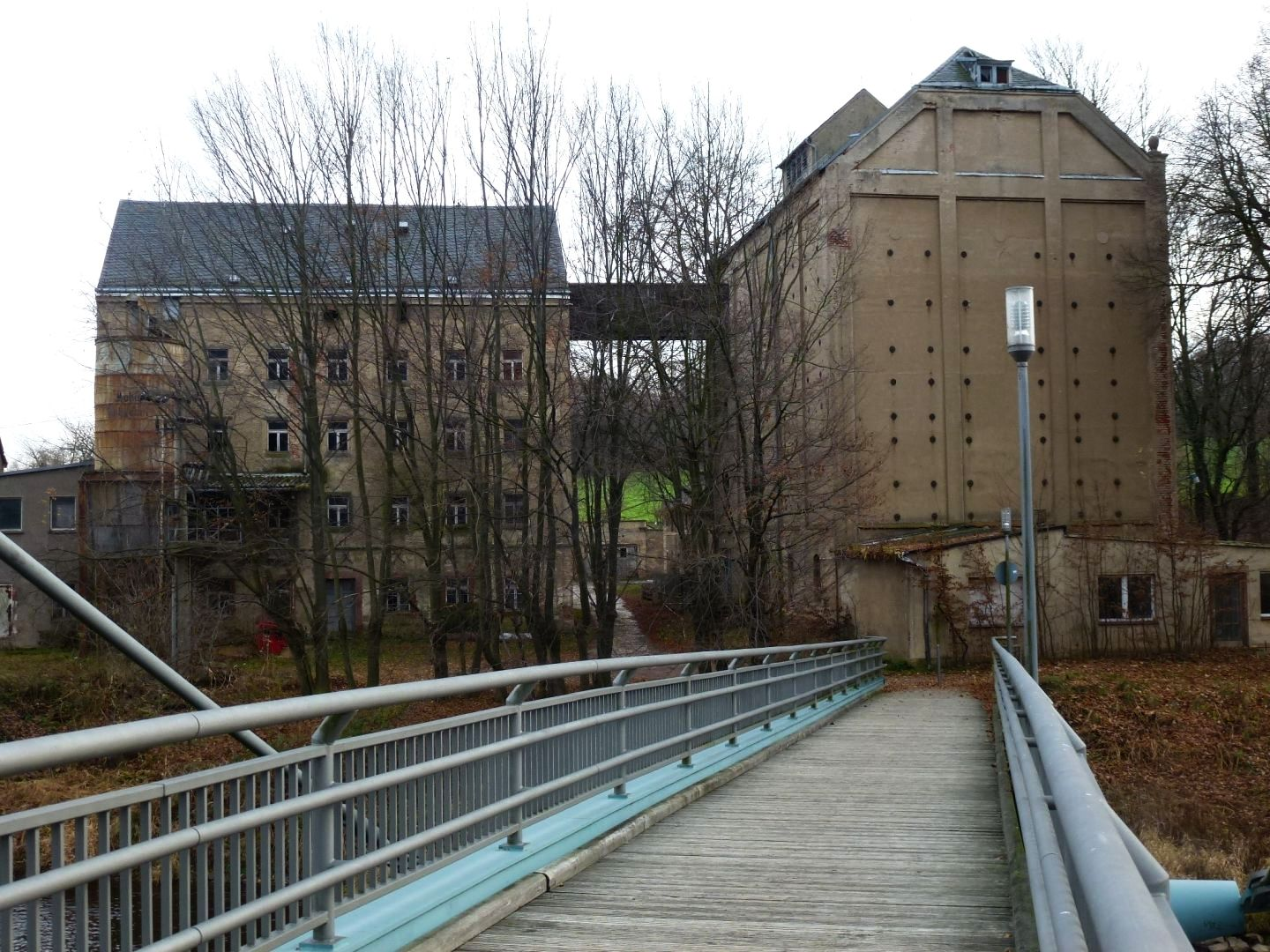
Hängebrücke über die Zschopau an der Wöllsdorfer Mühle
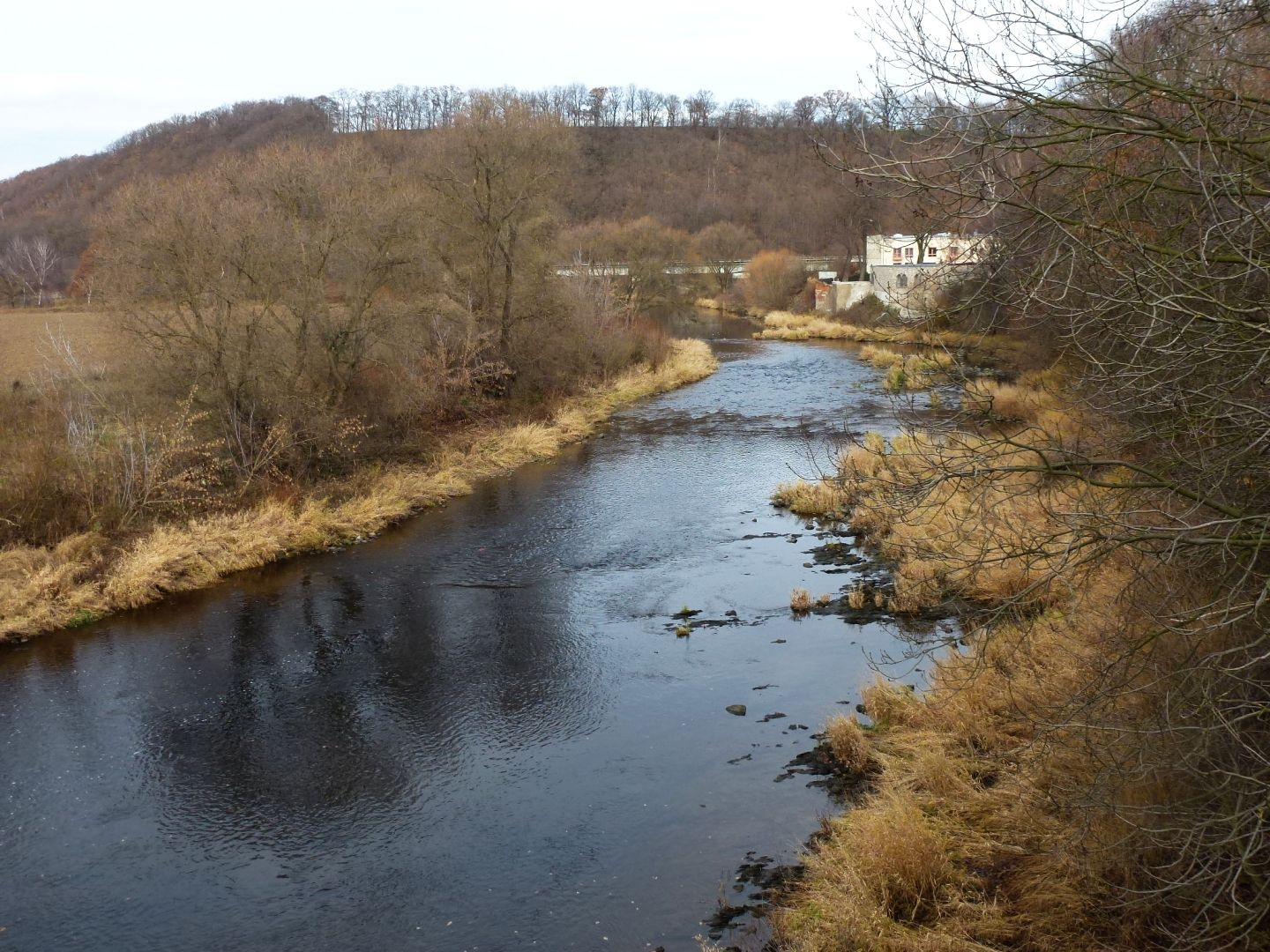
Mündung der Zschopau bei Schweta in die Mulde
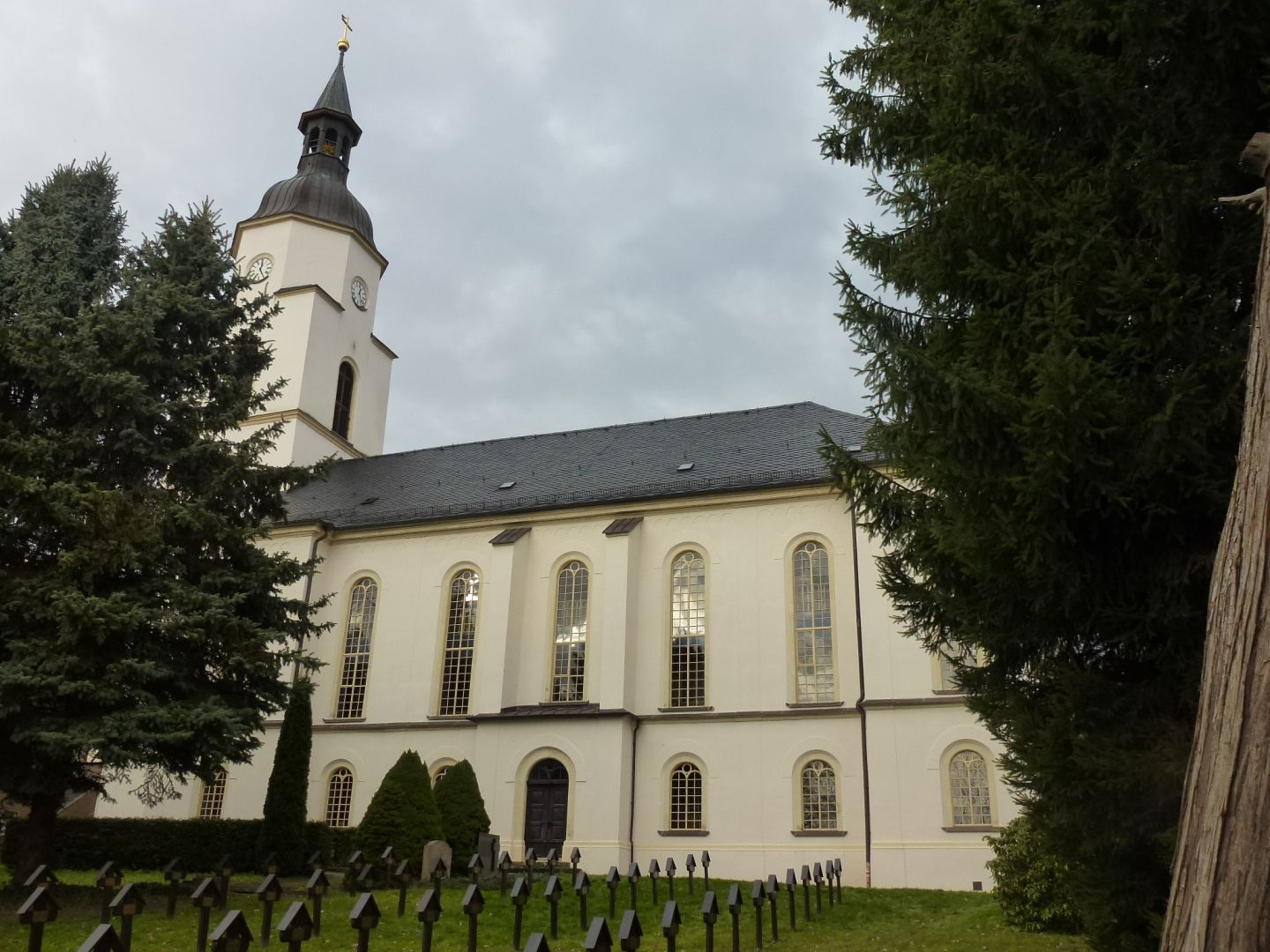
Kirche in Technitz mit Gräbern im Zweiten Weltkrieg Gefallener

### Regelmäßige Veranstaltungen
In der „Stiefelstadt Döbeln“ gibt es regelmäßig Stiefelfeste, bei denen auch Stiefelparaden abgehalten werden. Einmal im Jahr wird die Stiefelkönigin gewählt.

## Wirtschaft und Infrastruktur

### Industriegeschichte Döbeln
Die wichtigsten Unternehmen in Döbeln waren:
- Kakao-, Pralinen- und Schokolade-Fabrik Clemen & Sohn, Döbeln[27]
- Maschinenfabrik Robert Tümmler, Döbeln[28]
- Döbelner Chemische Fabrik Oswald Greiner[29]
- Eisengießerei C. Grieben & Richter, Döbeln[30]
- Metallwarenfabrik Max Knobloch, Döbeln[31]
- Werkzeugmaschinenbaufirma RASOMA, vormals Liebert & Gürtler, Döbeln[32]

### Verkehr

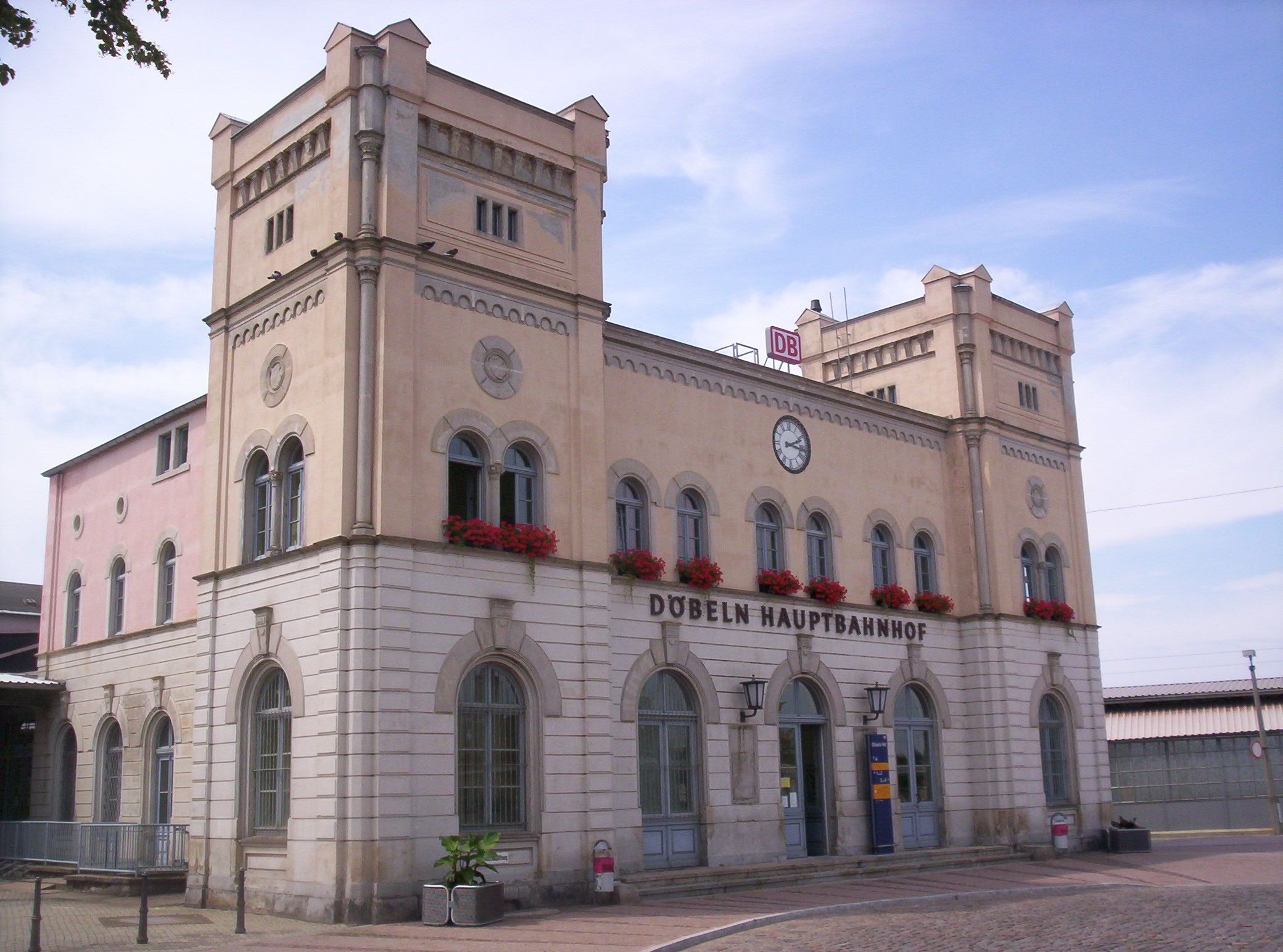
Hauptbahnhof

Durch die zentrale Lage mitten in Sachsen treffen sich in Döbeln verschiedene Linien von gleich drei Verkehrsverbünden: MDV (Leipzig–Döbeln), VVO (Meißen–Döbeln) und VMS (restliche ÖPNV-Linien). Am Döbelner Hauptbahnhof kreuzen sich die Bahnstrecken Borsdorf–Coswig und Chemnitz–Elsterwerda, die von Montag bis Freitag jeweils im Stundentakt sowie am Wochenende im Zweistundentakt von der Mitteldeutschen Regiobahn bedient werden. Der Zugverkehr endet abends verhältnismäßig zeitig, so verkehrt der letzte Zug Richtung Leipzig bereits um 20:50 Uhr.
Zum Dezember 2015 wurde der Schienenpersonenverkehr im Abschnitt Döbeln Hbf–Meißen abbestellt. Die Ersatzbusse (Linie 416) nach Meißen fahren nur wenige Male täglich. Eine weitere Alternative über Nossen ist sehr unverlässlich, da die Busse der VVO-Linie 424 die oft verstaute Autobahn A 4 nutzen. Die Streckeninfrastruktur wurde an die Nossen-Riesaer Eisenbahn-Compagnie verpachtet und wird für den noch stattfindenden Güterverkehr instand gehalten. Der Freistaat Sachsen strebt eine Wiederaufnahme des Personenverkehrs an und unterstützt die Sanierung der Strecke mit Fördermitteln.
In den Jahren 1892 bis 1926 betrieb die Döbelner Straßenbahn AG eine 2,5 Kilometer lange Strecke als Pferdebahn vom Hauptbahnhof bis in die Innenstadt. Ein etwa 500 Meter langer Streckenabschnitt in der Innenstadt ist wieder aufgebaut worden. Seit Juni 2007 verkehrt dort zu besonderen Anlässen wieder eine Pferdebahn.
Der öffentliche Personennahverkehr wird unter anderem durch den PlusBus des Verkehrsverbund Mittelsachsen erbracht. Folgende Verbindungen führen, betrieben von der Regiobus Mittelsachsen, ab Döbeln:
- Linie 750: Döbeln ↔ Niederstriegis ↔ Roßwein ↔ Nossen ↔ Großvoigtsberg ↔ Freiberg
- Linie 922: Döbeln ↔ Schweta ↔ Töpeln ↔ Hartha ↔ Richzenhain ↔ Waldheim

Durch Döbeln führen die Bundesstraßen B 169 und B 175. Die Stadt ist auch über die Autobahnanschlussstellen Döbeln-Nord und Döbeln-Ost (beide an der A 14) und Hainichen Döbeln (A 4) zu erreichen.

### Krankenhaus
Das Krankenhaus ist ein Haus der Regelversorgung mit 195 Betten. 1993 wurde es privatisiert, 2010 übernahm der Chefarzt das Haus.

### Öffentliche Einrichtungen
Zu den öffentlichen Einrichtungen zählen ein Kino, ein Theater, eine Bibliothek, ein Stadtmuseum, eine Musikschule und einige weitere kulturelle Einrichtungen.

### Feuerwehr
Die Freiwillige Feuerwehr Döbeln wurde im Jahr 1875 gegründet und besteht heute aus den Ortswehren Döbeln, Ebersbach, Limmritz, Töpeln, Mochau, Beicha, Lüttewitz-Theeschütz und Choren. Die Ortswehr Döbeln ist zudem in den Katastrophenschutz des Landkreises Mittelsachsen eingebunden, zudem ist die Ortswehr besonders auf die technische Hilfeleistung spezialisiert und rückt auf die nahegelegene Bundesautobahn 14 aus. Im Jahr 2021 waren insgesamt etwa 160 Frauen und Männer in den Ortswehren aktiv.

### Technisches Hilfswerk
Der Ortsverband Döbeln des Technischen Hilfswerks wurde bereits am 11. Juni 1992 gegründet und war ab 1995 vollständig einsatzbereit. Seitdem ist der Ortsverband ein fester Bestandteil der Gefahrenabwehr und des Katastrophenschutzes in Döbeln und Umgebung. Besondere Einsätze waren die Muldehochwasser 2002 und 2013 sowie die überörtliche Hilfe in dem vom Hochwasser 2021 schwer getroffenen Ahrtal. Derzeit sind etwa 35 Menschen ehrenamtlich aktiv.

### Ehemalige Garnison
Ab 1887 war Döbeln Garnisonsstadt für die Sächsische Armee, Reichswehr, Wehrmacht und Nationale Volksarmee. Mit der Schließung der Paul-Rockstroh-Kaserne durch die Bundeswehr endete 1991 die Geschichte der Garnison Döbeln.

### Karls Erlebnis-Dorf
Nachdem sich Pläne von Karls Tourismus für einen Standort in Bannewitz bei Dresden zerschlagen haben, hat Unternehmer Robert Dahl die Anfrage von Döbelns Oberbürgermeister Sven Liebhauser aufgegriffen und im Norden des Ortes zwischen B 169 und der Autobahn A 14 ein 17 Hektar großes Grundstück erworben. Das Unternehmen eröffnete dort am 23. März 2024 schließlich sein sechstes Erlebnis-Dorf.

## Persönlichkeiten

### Ehrenbürger
Entsprechend dem Beschluss der Stadtverordnetenversammlung 473/24/92 aus dem Jahre 1992 wurden folgende Ehrenbürgerschaften bestätigt:
- 1992: Johann Friedrich Wappenhensch, Justitiar
- 1992: Christian Beßler, Chirurg
- 1981: Otto Simon, Widerstandskämpfer
- 1895: Otto von Bismarck, Reichskanzler
- 1992: Friedrich Wilhelm Oehmichen, Reichstagsabgeordneter (verliehen 1874)
- 1992: Johann Gottlieb Böttger, Stadtverordneter
- 1992: August Julius Clemen, Stadtrat
- 1992: Carl Schmidt, Stadtverordneter
- 1992: Otto Johnsen, Stadtverordnetenvorsteher
- 1992: Ernst Heinrich Thiele, Bürgermeister
- 1992: Heinrich Otte Wilsdorf, Stadtverordneter
- 1992: Carl Friedrich Lorenz, Stadtrat
- 1992: Theodor Ehrlich, Stadtrat
- 1992: Franz Richter, Kommerzienrat
- 1992: Paul von Hindenburg, Reichspräsident
- 1992: Robert Tümmler, Kommerzienrat
- 1992: Paul Zieger Stadtrat
- 1992: Wilhelm Berthold, Obmann der Stadtverordneten
- 1992: Otto Rost, Bildhauer
- 1992: Bernhard Kretzschmar, Grafiker
- 1992: Theodor Kunzemann, Bürgermeister
- 1992: Carl Schlegel, Kaufmann
- 1992: Adam Ebert, Bankier
- 1992: Louis Sturm, Fabrikant

### In Döbeln geboren
- Max Albin Adler (1867–1940), Politiker und Mitglied des Sächsischen Volkskammer
- Willy Anker (1885–1960), Politiker (SPD, KPD, SED) und Widerstandskämpfer gegen den Nationalsozialismus
- Thomas Börner (* 1951), Fußballspieler
- Sixtus Braun (≈1550–1614), Stadtschreiber, Syndikus und Bürgermeister der Stadt Naumburg (Saale)
- Martin Hermann Büchting (1822–1885), evangelischer Theologe und Autor
- Paul Burghardt (1898–1969), Grafiker, Maler, Publizist und Bilder-Restaurator
- Julius von dem Bussche-Haddenhausen (1906–1977), Politiker (FDP)
- Michael Caelius (1492–1559), lutherischer Theologe und Reformator
- Lothar Christian (1919–2006), Offizier und Brigadegeneral
- Johann Gottfried Clemen (1728–1785), Plantagenbesitzer in Surinam
- Rüdiger Dohndorf (1950–2022), Politiker (CDU)
- Hans Domcke (1923–2010), Jurist und Funktionär des Deutschen Alpenvereins
- Walter Eckhard (1903–1982), Maler und Grafiker
- Thomas Gatzemeier (* 1954), Maler, Bildhauer und Schriftsteller
- Heinz Arnold Götze (1901–1945), Architekt
- Herbert Grötzsch (1902–1993), Mathematiker
- Emil Franz Hänsel (1870–1943), Architekt des ausgehenden Historismus und Jugendstils
- Erich Heckel (1883–1970), Maler des Expressionismus
- Veit Heiduschka (* 1938), österreichischer Filmproduzent
- Kurt Helbig (1923–2004), Fußballspieler
- Henriette Hendel-Schütz (1772–1849), Schauspielerin
- Abraham Hinckelmann (1652–1695), Theologe und Orientalist
- Alexander Höfer (1877–1937), im Stadtteil Keuern geborener Bildhauer und Medailleur
- Johannes Hofmann (1857–1928), Politiker
- Sabine John (* 1957), Leichtathletin und Olympiateilnehmerin
- Wilhelm Kahlert (1877–1932), Vizeadmiral der Reichsmarine, Chef des Allgemeinen Marineamtes und Reichskommissar der Seeämter Emden und Brake
- Rainer Kirsch (1934–2015), Schriftsteller und Lyriker
- Benjamin Friedrich Köhler (1730–1796), Kirchenlieddichter
- Bernhard Kretzschmar (1889–1972), Maler und Grafiker
- Johannes Kromayer (1576–1643), lutherischer Theologe und Schulreformator Thüringens im Zeitalter der lutherischen Orthodoxie
- Andreas Kunad (1602–1662), Pädagoge und lutherischer Theologe
- Lars Kuppi (* 1971), Polizist und Politiker (AfD)
- Friedrich Leipner (1896–1957), Landrat in Pirna
- Karlheinz Liefers (1941–2006), Regisseur
- Hermann Maneck (1828–1894), Schauspieler und Sänger
- Hans Dietrich Marschall von Bieberstein (1643–1687), sachsen-weißenfelsischer Kammerrat und Rittergutsbesitzer
- Joachim Wilhelm Marschall von Bieberstein (1627–1691), sachsen-merseburgischer Rat, Hofmeister und Obersteuereinnehmer
- Detlef Müller (* 1960), Fußballspieler
- Egon von Neindorff (1923–2004), Hippologe
- Harald Neukirch (1928–2011), Opernsänger
- Richard Owe (1889–1970), Politiker (NSDAP)
- Karl Eduard Pönitz (1795–1858), Militärschriftsteller
- Max Porzig (1879–1948), Journalist und Schriftsteller
- Hieronymus Prunner (≈1550–1606), lutherischer Theologe, Superintendent in Brandenburg an der Havel und Propst in Berlin
- Werner Retzlaff (1890–1960), Architekt
- Gottfried Richter (1640–1717), Orgelbauer
- Johannes Röber (1861–1942), städtischer Beamter und Entomologe
- Otto Rost (1887–1970), Bildhauer
- Christian Heinrich von Sänger (1728–1808), sächsischer Generalleutnant
- Horst Schade (1922–1968), Fußballspieler
- Axel Schmidt-Gödelitz (* 1942), Politologe, Volkswirt, Journalist und Landwirt, geboren auf Gut Gödelitz
- Konrad Schmidt (1926–1995), Germanist und Schriftsteller
- Arno Schreiber (1897 – n. 1963), Parteifunktionär (NSDAP) und Staatskommissar, geboren in Großbauchlitz
- Friedrich Herman Semmig (1820–1897), Schriftsteller und Lehrer
- Hans Thümmler (1910–1972), Kunsthistoriker und Denkmalpfleger
- Hansgeorg Trurnit, pseudonym Georg Berkenhoff (1912–1999), Journalist, Autor, Chefredakteur und Verleger
- Johannes Uhlig (1899–1989), Botaniker und Lehrer
- Klaus Wachtel (* 1937), Althistoriker
- Paul Adolf Wagner (1868–1951), Lehrer, Geologe und Geografiedidaktiker
- Werner Walde (1926–2010), Politiker (SED)
- Gert Wanka (* 1951), Professor für Angewandte Mathematik
- Friedrich Weichelt (1894–1961), Sprengingenieur
- Günther Wenck (1916–1992), Japanologe
- Rolf Wollrad (1938–2022), Opernsänger (Bass)
- Armin Zeißler (1922–2014), Literaturwissenschaftler, in Limmritz geboren
- Ulrich Zieger (1961–2015), Schriftsteller
- Konstantin Ziegra (1617–1691), Physiker und lutherischer Theologe

### Persönlichkeiten, die vor Ort gewirkt haben
- Balthasar Balduin (1605–1652), Pfarrer in Döbeln 1631–1636
- Adalbert Erlebach (1876–1945), Architekt
- Hermann Groine (1897–1941), seit 1931 NSDAP-Kreisleiter in Döbeln
- Ernst Henrici (1854–1915), Gymnasiallehrer, Schriftsteller, Kolonialabenteurer und antisemitischer Politiker
- Gustav Hey (1847–1916), Lehrer und Konrektor am Realgymnasium von Döbeln
- Fritz Mierau (1934–2018), Slawist, Übersetzer, Literaturhistoriker, Herausgeber und Essayist, verbrachte einen Teil seiner Kindheit und Jugend in Döbeln und besuchte dort die Schule
- Arthur Pfeifer (1884–1976), Pädagoge und Pazifist, von 1949 bis 1954 Lehrer an der Lessing Oberschule von Döbeln
- Johann Gottfried Sillig (1734–1792), Diakon
- Johannes Vogelsang (1892–1987), ab September 1945 Vorsitzender der KPD im Kreis Döbeln und von 1946 bis 1952 Erster Sekretär der SED-Kreisleitung Döbeln
- Henning Homann (* 1979), Politiker (SPD), Stadtrat in Döbeln